# قاسم سلیمانی
قاسم سلیمانی (۲۰ اسفند ۱۳۳۵ – ۱۳ دی ۱۳۹۸) نظامی ایرانی بود که از ۱۳۷۶ تا زمان مرگش در ۱۳۹۸ به‌عنوان دومین فرماندهٔ نیروی قدس سپاه پاسداران انقلاب اسلامی فعالیت می‌کرد. وی در طی جنگ ایران و عراق فرماندهٔ نیروهای سپاه کرمان و از فرماندهان عملیات‌های والفجر هشت، کربلای چهار و پنج بود و چندین بار مجروح شد. سلیمانی پس از جنگ تا سال ۱۳۷۶، فرماندهٔ لشکر ۴۱ ثارالله کرمان بود و مسئولیت امنیت بخش‌های شرقی ایران را بر عهده داشت. او به‌عنوان فرمانده نیروی قدس سپاه پاسداران نقش مهمی در تقویت قدرت نظامی حزب‌الله لبنان و گروه‌های مسلح فلسطینی، جنگ افغانستان، جنگ اسرائیل و لبنان، تشکیل گروه‌های شبه‌نظامی در عراق پس از سرنگونی صدام حسین، سرکوب اعتراضات مردم سوریه و تغییر روند جنگ داخلی سوریه به نفع بشار اسد داشت.
او تا پیش از حضور آشکار در جنگ علیه داعش در عراق، معمولاً در انظار عمومی ظاهر نمی‌شد، اما حکومت ایران از زمان حضور او در عراق با انتشار تصاویر متعددش با نیروهای عراقی، شروع به شناساندن چهرهٔ وی کرد. جایگاه سلیمانی به‌تدریج به‌عنوان یکی از محبوب‌ترین شخصیت‌های نظام جمهوری اسلامی نزد برخی مردم در ایران اوج گرفت. این در حالی است که برخی از ایرانیان وی را یک «قاتل» می‌دانند و گروهی از ایرانیان هم او را یک مهرهٔ مهم در ماشین سرکوب محسوب می‌کنند. سلیمانی به خاطر مشارکت در سرکوب مخالفان بشار اسد از سوی اتحادیه اروپا و به خاطر برنامه اتمی ایران از سوی سازمان ملل تحریم شد و دولت آمریکا هم از سال ۲۰۰۵ وی را تروریست شناخت. سلیمانی در رسانه‌های بین‌المللی، به‌عنوان «فرمانده سایه» توصیف می‌شد. این رسانه‌ها از او به‌عنوان شخصیتی اثرگذار در شکل‌گیری جبهه نبرد علیه داعش و شکست آن یاد می‌کنند تاحدی که مرگ او را اشتباه ترامپ و خبر خوبی برای جهادی‌ها می‌دانند، هرچند برخی نقش وی در فروپاشی داعش را بی اساس و حتی باعث تقویت آن می‌داند.
سلیمانی در دی ۱۳۹۸، هنگام خروج از فرودگاه بین‌المللی بغداد، طی عملیات آذرخش کبود به دستور دونالد ترامپ، رئیس‌جمهور وقت ایالات متحده، مورد حملهٔ موشک پهپاد نظامی ارتش ایالات متحده قرار گرفت و به قتل رسید. از جمله پیامدهای مرگ او حمله به پایگاه هوایی عین الاسد و سرنگونی پرواز شماره ۷۵۲ هواپیمایی بین‌المللی اوکراین توسط نیروهای سپاه پاسداران انقلاب اسلامی بود.
ساعاتی پس از انتشار خبر مرگ سلیمانی، گروهی از شهروندان عراقی در خیابان‌های بغداد و اپوزیسیون سوریه در ادلب به شادمانی و پخش شیرینی پرداختند. پس از درگذشت سلیمانی، گروهی از مردم ایران، هندوستان، پاکستان، برخی از گروه‌های اسلامی مالزی، فلسطین، ترکیه، حوثی‌های یمن، شیعیان کشمیر، طرفداران حزب‌الله در لبنان، طرفداران اسد در سوریه و مردم عراق تظاهراتی در محکومیت این اقدام آمریکا و همدردی با سلیمانی برگزار کردند. تشییع جنازه سلیمانی و سایر مقتولان عملیات آذرخش کبود در چند شهر عراق با حضور هزاران نفر از مردم انجام شد. سپس اجساد به ایران منتقل شدند و در چندین شهر با حضور گستردهٔ مردم تشییع شد، به طوری که در مراسم تشییع در تهران، جمعیت چند میلیونی از مردم گرد آمدند و چند رسانه آن را شلوغ‌ترین مراسم تشییع جنازه در ایران پس از تشییع روح‌الله خمینی دانستند و ۵۹ نفر در اثر آنچه «واکنش‌های حیوانی و غیرعمدی انسانی» یا «خفگی یا ازدحام جمعیت» عنوان شده بود، کشته شدند. در پی سقوط و جان‌باختن مسافران هواپیمای مسافربری بوئینگ ۷۳۷ اوکراین و به‌دنبال تجمع‌های اعتراضی دانشجویان در تهران، تصاویر و بنرهای سلیمانی را پاره کردند یا به آتش کشیدند. در دومین سالگرد کشته‌شدن او، مجسمه ۶ متری‌اش در شهرکرد به آتش کشیده‌شد. در خیزش ۱۴۰۱ ایران، معترضان در شهرهای مختلف، مجسمه‌ها و بنرهای قاسم سلیمانی را به آتش کشیده‌اند. معترضان ایرانی در سومین سالگرد کشته شدنش با دیوارنویسی، سوزاندن عکس‌ها، تخریب و پاشیدن رنگ خون به مجسمه‌های او واکنش نشان دادند.

## اوایل زندگی و خانواده
قاسم سلیمانی در ۲۰ اسفند ۱۳۳۵ در قنات ملک که روستایی کوهستانی با ساختاری طایفه‌ای (طایفه سلیمانی کرمانی) بود، واقع در شهرستان رابر، از توابع کرمان زاده شد. او اصالتی لر داشت. نام پدرش حسن و نام مادرش فاطمه سلیمانی بود؛ یک خواهر و یک برادر بزرگتر و یک برادر کوچکتر داشت.
سلیمانی از ۱۲ سالگی روستای خود را برای کار در شهر کرمان ترک کرد. در نوجوانی به کار بنایی مشغول بود و در سال‌های ابتدای جوانی، از پیمانکاران سازمان آب کرمان به‌شمار می‌آمد.
او در سنین جوانی ازدواج کرد و پنج فرزند به نام‌های نرجس، حسین، فاطمه، زینب و رضا دارد. یکی از فرزندانش از دنیا رفته است.
زینب، مدیر بنیاد قاسم سلیمانی است و در دانشگاه شهید بهشتی علوم سیاسی خوانده است. او رابط قاسم سلیمانی و خانواده نیروهای نظامی ایران بود که در جنگ با عراق یا در سال‌های اخیر در عراق و سوریه و دیگر کشورهای منطقه کشته شده‌اند و بارها همراه او به سوریه، عراق و لبنان نیز سفر کرده است. نرجس، عضو شورای اسلامی شهر تهران و ری و تجریش در دوره ششم است. سید ابوذر خضرائی افضلی همسر نرجس سلیمانی است که در زمان شهرداری محمدباقر قالیباف صاحب امتیازی روزنامه تهران امروز را بر عهده داشت.
سلیمانی در سال‌های آخر زندگی در شهرک «شهید دقایقی» در محله شیان در کنار پارک جنگلی لویزان در تهران زندگی می‌کرد.

## آغاز فعالیت‌های نظامی
قاسم سلیمانی یک یا دو سال پیش از انقلاب ۱۳۵۷ از طریق سید رضا کامیاب که در ماه رمضان برای تبلیغ از مشهد به کرمان آمده بود و یکی از گردانندگان اصلی راهپیمایی‌ها و اعتصابات کرمان بود، جذب نهضت روح‌الله خمینی شد. کامیاب بعدها سلیمانی را با سیدعلی خامنه‌ای آشنا کرد و در ۷ مرداد ۱۳۶۰ توسط سازمان مجاهدین خلق ترور شد.
سلیمانی پس از انقلاب ۱۳۵۷ ابتدا در حین ادامه فعالیت در سازمان آب کرمان، به عضویتِ مجموعه‌ای بنام سپاه افتخاری درآمد و سپس با تشکیل سپاه پاسداران انقلاب اسلامی، به این نهاد پیوست. شورای فرماندهی سپاه در کرمان پیش از ۸ خرداد ۱۳۵۸ تشکیل شد و سلیمانی همزمان با کار در سازمان آب، به سپاه پیوست. به گفتهٔ اصغر محمدحسینی حداکثر دوره آموزش آن‌ها ۴۵ روز بوده است. وی، علی‌رغم آن‌که تا پیش از آن هیچ تجربهٔ نظامی نداشت، به علت عملکرد خوبش به‌عنوان مربی انتخاب شد. سپس، مدت کوتاهی بعد به همراه جمعی از سپاهیان برای کمک به اداره و حفاظت شهر مهاباد در برابر جدایی طلبان کرد به این شهر فرستاده شد. پس از بازگشت از مهاباد تا شروع جنگ ایران و عراق فرمانده پادگان قدس سپاه کرمان بود.
سلیمانی که خود را «سرباز صفر ولایت» می‌نامید، در گفتار و عمل نشان داده بود که کاملاً از سید علی خامنه‌ای و سیاست‌های کلان جمهوری اسلامی ایران پیروی می‌کند.

### جنگ ایران و عراق
سلیمانی در ابتدای جنگ ایران و عراق گردانی متشکل از نیروهای رزمی کرمان تشکیل داد که کمی بعد به تیپ زرهی و نهایتاً به لشکر ۴۱ ثارالله تبدیل شد. او از ابتدای تشکیل این لشکر در سال ۱۳۶۱ تا رفتن به نیروی قدس در سال ۱۳۷۶ فرمانده این لشکر بود و در بسیاری از عملیات‌های سپاه در جنگ نقش کلیدی داشت. لشکر ۴۱ ثارالله تحت فرماندهی او متشکل از نیروهای سه استان کرمان، سیستان و بلوچستان و هرمزگان بود، و به لشکر «خط شکن» معروف بود. این نیروی رزمی در ابتدا یک گردان بود که قبل از عملیات فتح‌المبین توسط حسن باقری به سطح تیپ ارتقا پیدا کرد و قاسم سلیمانی توانست وارد جلسات فرماندهان سپاه شود. با این حال تا عملیات رمضان، تیپ وی عمدتاً نقش پشتیبانی را برعهده داشت. سلیمانی از فرماندهان عملیات‌های والفجر هشت، کربلای چهار و کربلای پنج بود. سلیمانی چندین بار در جنگ مجروح شد از جمله در عملیات بستان از ناحیه شکم و در عملیات طریق القدس در اثر انفجار خمپاره از ناحیه دست و شکم مجروح شد.

## فرماندهی لشکر ۴۱ ثارالله
با پایان یافتن جنگ ایران و عراق در ۱۳۶۷ ه‍. ش، لشکر ۴۱ ثارالله به فرماندهی سلیمانی به کرمان بازگشت و درگیر جنگ با اشخاص مسلح و قاچاقچیان مواد مخدر شد، که از مرزهای شرقی کشور هدایت می‌شدند. قاسم سلیمانی تا هنگام انتصاب به فرماندهی سپاه قدس، این سمت را عهده‌دار بود.
به گفتهٔ علی قاسمی، فرمانده سپاه انصار الرضا استان خراسان جنوبی، وی در برقراری امنیت در مرزهای شرقی از تایباد تا زابل و زاهدان کوشید. امنیت را در جاده بیرجند-قائن و بیرجند-زاهدان برقرار کرد. همچنین راه ارتباطی بیرجند به کرمان در کویر سوزان شهداد را از اشرار پاکسازی کرد.

## فرماندهی نیروی قدس

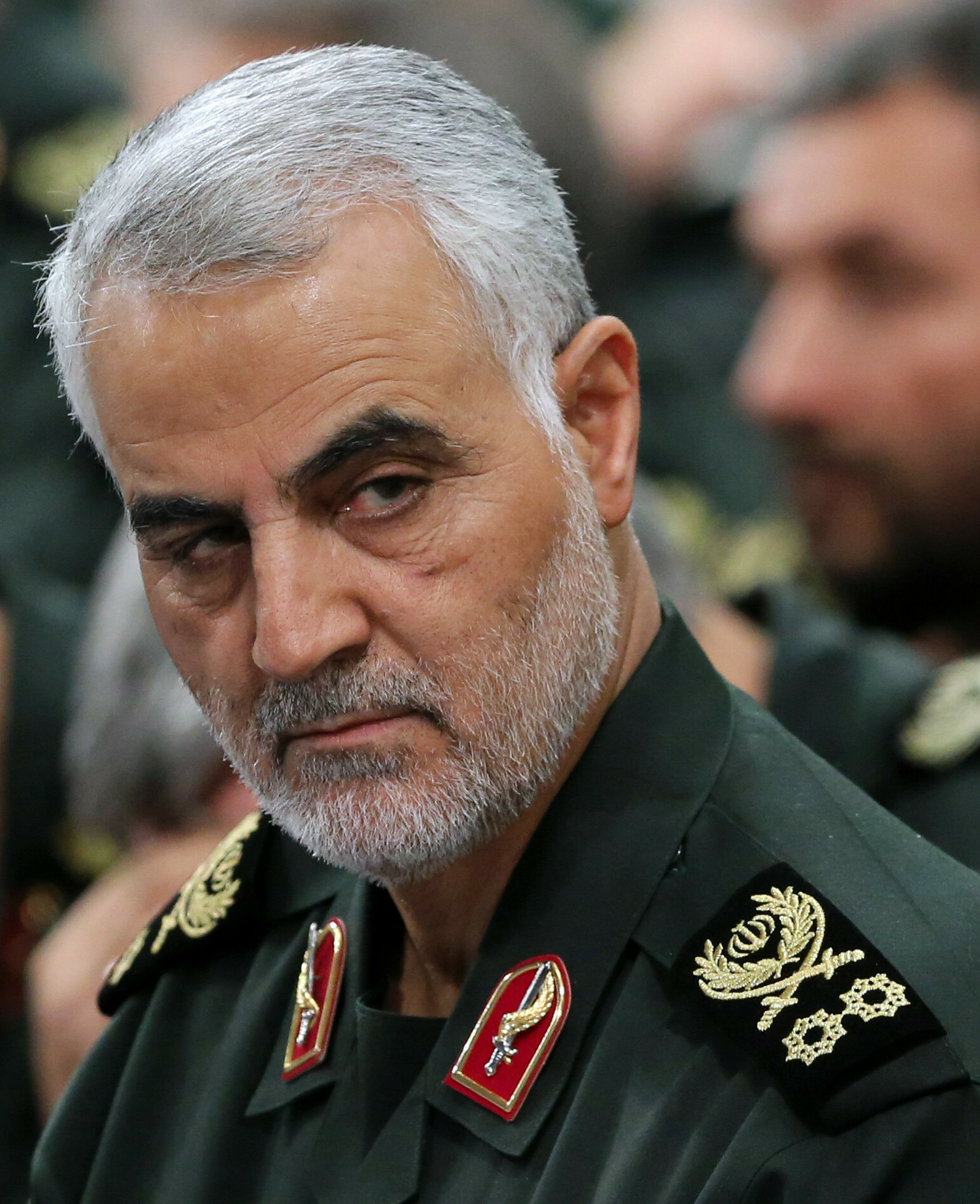
Qasem_Soleimani_with_his_head_slightly_cocked_to_one_side_with_a_firm_gaze_(medium_close_up)

قاسم سلیمانی در سال ۱۳۷۶، هم‌زمان با اوج‌گیری طالبان در افغانستان، به فرماندهی نیروی قدس سپاه پاسداران انقلاب اسلامی، یکی از نیروهای پنجگانه سپاه که مسئولیت فعالیت‌های نظامی برون‌مرزی را برعهده دارد، منصوب شد. او با تجربه‌ای که از سرکوب جنگ داخلی کردستان داشت، گزینه‌ای مناسب بود، چون بنا بود در افغانستانِ عصر طالبان که درگیر جنگ‌های داخلی بود، وارد عمل شود. از همه مهم‌تر این‌که سلیمانی در هشت سال جنگ با عراق و نیز مبارزه با باندهای مواد مخدر در مناطق مرزی ایران و افغانستان تا پیش از انتصابش به فرماندهی سپاه قدس، تجربهٔ زیادی اندوخته بود. وی تا پایان عمر در سال ۱۳۹۸ این سمت را عهده‌دار بود.
قاسم سلیمانی به‌عنوان فرمانده سپاه قدس در امور برخی از کشورهای خاورمیانه، زیر عنوان‌هایی مانند دفاع از جان مسلمانان، مداخله می‌کرد؛ ولی از دیدگاه برخی از تحلیل‌گران، این ادعای وی نیز همانند برخی از ادعاهای دیگرش دروغ بوده و بلکه با دفاع از برخی از حاکمان منطقه، باعث کشتار صدها هزار مسلمان (و غیر مسلمان) شده است. دستگاه تبلیغاتی حکومت جمهوری اسلامی مانند دستگاه تبلیغاتی رژیم سوریه (بشار اسد) با تمرکز بر جنایات داعش تلاش می‌کند تا مخاطبان، جنایات بشار اسد و همپیمانانش (جمهوری اسلامی ایران و نیز روسیه) را فراموش کنند.

### افغانستان
در دوران اشغال افغانستان به دست شوروی، ایران از جنبش مقاومت اسلامی حمایت می‌کرد و افسران سپاه پاسداران از جمله سلیمانی مجاهدین افغان را که بعضی از آن‌ها بعداً به طالبان پیوستند آموزش و به آنها مستشاری می‌دادند. رابطه ایران و طالبان پس از قتل ۱۰ دیپلمات و یک خبرنگار ایرانی در سال ۱۹۹۸ افغانستان به کلی فروپاشید. یحیی رحیم صفوی اجازه مجازات طالبان را از رهبر جمهوری اسلامی ایران گرفت و ایران در حدود ۲۵۰ هزار سرباز در کنار مرز با افغانستان مستقر کرد. سلیمانی که تازه چند ماه بود به فرماندهی سپاه قدس رسیده بود پیشقدم شد و تنش‌ها را بدون توسل به خشونت بیشتر فروکاست. او به جای مواجهه مستقیم با طالبان افزایش حمایت از ائتلاف شمال را پی گرفت و شخصاً از یک پایگاهی در تاجیکستان در مجاورت مرز با افغانستان به هدایت عملیات این گروه کمک کرد. این نمونه ای از جنگ نیابتی بود که او بارها آن را تکرار کرد.
در روزهای پس از حملات ۱۱ سپتامبر، رایان کروکر که در آن زمان از مقامات ارشد وزارت امور خارجه آمریکا بود با گروهی از دیپلمات‌های ایرانی در ژنو دیدار کرد، که مشتاق بودند به آمریکا در نابود کردن دشمن مشترکشان، طالبان، کمک کنند. این دیپلمات‌ها به سلیمانی پاسخگو بودند. سلیمانی گاهی به کروکر پیام می‌داد ولی مواظب بود چیزی مکتوب نباشد. آمریکایی‌ها اطلاعاتی از جمله یک نقشه با جزئیات از موقعیت‌های طالبان و موقعیت یک تسهیل‌کننده القاعده را به ایران دادند که ایران او را بازداشت کرد. مذاکره کننده ایرانی به کروکر گفت «حاج قاسم از همکاری ما بسیار خرسند است.» با وجود این همکاری، جرج دابلیو بوش رئیس‌جمهور وقت آمریکا در ژانویه ۲۰۰۲ در سخنرانی معروف محور شرارت ایران را در کنار عراق و کره شمالی قرار داد که در عمل به این همکاری پایان داد. مذاکره کننده ایرانی در کابل به کروکر گفت سلیمانی خشمگین است و احساس می‌کند ضربه خورده. نهایتاً با ورود آمریکا به جنگ در عراق این رابطه خصمانه تر هم شد و سلیمانی دشمن آمریکا شد.
قاسم سلیمانی لشکر فاطمیون را به منظور دفاع از حکومت بشار اسد، رئیس‌جمهور سوریه، تأسیس کرد. به نوشته ایسنا این لشکر در بازپس‌گیری شهر قصیر نقش داشت. لشکر فاطمیون یک نیروی شبه نظامی وابسته به سپاه قدس و متشکل از شیعیان افغانستان است، این لشکر متشکل از «داوطلبان» افغانستانی است که سپاه پاسداران انقلاب اسلامی آن‌ها را برای اعزام به سوریه و جنگیدن در کنار نیروهای بشار اسد علیه مخالفانش بسیج کرده است.
سرکوب اقلیت شیعه هم روابط ایران و طالبان را تیره‌تر کرد. در سال ۲۰۱۵ با ظهور شاخه افغانستان دولت اسلامی، هیاتی از رهبران طالبان به تهران سفر کرد. در همان سال سلیمانی نیز از افغانستان دیدار کرد و به توافقات متعددی با رهبران طالبان رسید که از جمله آنها جلوگیری از ایجاد پایگاه‌های آمریکا در نزدیکی مرز ایران، توقف قاچاق مواد مخدر از طریق ایران و افزایش میزان حملات به نیروهای آمریکایی در افغانستان و توقف کامل حملات علیه شیعیان افغانستان بود. در مقابل ایران وعده حمایت نامحدود مالی و فنی از طالبان را داد. ایران قول داد لشکر فاطمیون از سوریه به افغانستان برنگردد.

### لبنان
به گفتهٔ سید حسن نصرالله، رهبر گروه حزب‌الله لبنان، قاسم سلیمانی از زمان انتصاب به فرماندهی سپاه قدس ارتباط نزدیکی با نیروهای حزب‌الله لبنان داشت. وی علاوه بر مشارکت در تجهیز و طراحی بخش نظامی، در حوزه برنامه‌ریزی سیاسی این حزب نیز مشارکت داشت. خود قاسم سلیمانی در یک مصاحبهٔ تلویزیونی گفته بود که اندکی پس از شروع جنگ اسرائیل با لبنان در سال ۲۰۰۶، وی از ایران به بیروت می‌رود. پس از یک هفته به ایران بازمی‌گردد و در جلسه‌ای در مشهد با حضور سید علی خامنه‌ای، سران قوا، اعضای شورایعالی امنیت ملی و برخی فرماندهان نظامی گزارشی از وضعیت جنگ را بیان می‌کند. سپس بلافاصله به لبنان بازمی‌گردد تا پیام روحیه بخش رهبر جمهوری اسلامی را به رهبران حزب‌الله برساند.

### عراق
به گفتهٔ بی‌بی‌سی نیروی قدس به فرماندهی سلیمانی نقش اثرگذاری در روند جنگ عراق داشته است. به گفته بی‌بی‌سی، سلیمانی از آغاز حضور نیروهای آمریکا در عراق در ۲۰۰۳، برای انجام عملیات علیه نیروهای آمریکایی، به تأسیس و پشتیبانی گروه‌های شبه نظامی مسلح پرداخت و آن‌ها را پرورش داده و تجهیز کرد که این عملیات‌ها غالباً همراه با تلفات وسیعی در بین نیروهای امنیتی عراقی و شهروندان عادی همراه بود. این گروه‌های شبه نظامی، زیر نظر قاسم سلیمانی و با پشتیبانی سپاه قدس به شکل سریع و قارچ گونه رشد کردند و به چالشی جدی برای ثبات دولت عراق تبدیل شدند. در سال ۲۰۱۴، در پی حمله داعش به غرب عراق، قاسم سلیمانی با استفاده از نفوذش بر نخست‌وزیر وقت عراق نوری المالکی، به سازماندهی این گروه‌ها در قالب حشدِ شعبی پرداخت و به آن چتر قانونی بخشید.
با شدت گرفتن جنگهای قبیله‌ای بین شیعه و سنی، جمعیت شیعه [عراقی] به ایران به‌عنوان یک پشتیبان روی آورد. وقتی داعش کنترل شهرها و مناطق را به‌دست گرفت، آسیب‌پذیری شیعه و عدم موفقیت آمریکا در محافظت از آنها باعث تقویت تلاشهای سپاه پاسداران و ژنرال سلیمانی در به‌کارگیری و بسیج نمودن شبه نظامیان شیعه وفادار به ایران گردید.
در ۱۱ ژانویهٔ ۲۰۰۷، استنلی مک‌کریستال ژنرال آمریکایی مطلع شد محمدعلی جعفری فرمانده سپاه و قاسم سلیمانی از طریق چند خودرو در حال حرکت به مرز ایران و عراق هستند. در عراق آمریکایی‌ها در حال تعقیب آن‌ها بودند. کاروان خودروها وارد ساختمان ناشناخته‌ای در شهر اربیل کردستان عراق شدند که روی آن فقط نوشته بود «کنسولگری»، که نشان می‌داد افراد داخل ساختمان تحت پوشش دیپلماتیک عملیات انجام می‌دهند. نظامیان آمریکایی وارد ساختمان شدند و ۵ ایرانی که همگی پاسپورت دیپلماتیک داشتند را دستگیر کردند، اما اثری از محمدعلی جعفری و قاسم سلیمانی نبود. به گفتهٔ مک‌کریستال، هر پنج نفر از اعضای سپاه قدس بودند. ۹ روز بعد از این واقعه، ۹ تا ۱۲ شبه نظامی به رهبری گروه شبه نظامی شیعهٔ عصائب اهل الحق طی حمله‌ای به مقر فرماندهی نظامیان آمریکا در کربلا که در بین مراکز فرماندهی پلیس عراق واقع است، سوار بر تعدادی خودروی نظامی با گذشتن از چندین لایهٔ امنیتی، به ساختمان اصلی فرماندهی که در آن ۳۰ آمریکایی مستقر بود نفوذ کردند و ۴ نظامی آمریکایی را اسیر گرفتند و از منطقه خارج شدند و به نزدیکی رود فرات رفتند، در نهایت با تعقیب هلیکوپترهای آمریکایی شبه نظامیان فرار کردند و در مجموع پنج نظامی آمریکایی کشته شدند. این عملیات «برجسته‌ترین و پیچیده‌ترین عملیات در طول چهار سال جنگ» در عراق توصیف شده و افسران آمریکایی و مقامات عراق ادعا کرده‌اند، ایران در آن نقش داشته و پاسخی به اسارت ۵ ایرانی در اربیل بوده است. این نخستین بار بود که آمریکایی‌ها مستقیماً به قاسم سلیمانی و نقش او در عراق اشاره کردند.
در سال ۲۰۰۹، گزارشی افشا شد که ریموند تی. اودیرنو و کریستوفر آر. هیل (بالاترین مقامات آمریکا در بغداد در آن هنگام) در دفتر جلال طالبانی (که از دهه‌ها پیش با سلیمانی ارتباط داشته است) با قاسم سلیمانی ملاقات کرده‌اند. هیل و اودیرنو بعداً این خبر را رد کردند.
در ۲۲ دسامبر ۲۰۱۰، جیمز جفری (سفیر آمریکا در عراق) و لوید آستین (فرمانده ارشد نظامیان آمریکا در عراق)، در بیانیه‌ای تشکیل دولت جدید عراق به رهبری نوری المالکی را تبریک گفتند. به گفتهٔ سران عراقی، هنگام انتشار این بیانیه، آمریکایی‌ها خودشان می‌دانستند که در واقع سلیمانی آن‌ها را از عراق بیرون کرده است. حزب ایاد علاوی، سیاستمدار سکولار طرف‌دار آمریکا، اکثریت اعضای پارلمان را داشت ولی در نهایت به قدرت نرسید چون آمریکا او را به نفع نوری المالکی کنار زد. به گفتهٔ خود علاوی، اگر او نخست‌وزیر می‌شد نیازمند حمایت آمریکا بود، اما آمریکا مایل بود عراق را ترک کند، و «عراق را به ایران داد». در نهایت جلال طالبانی و نوری المالکی که هر دو از نزدیکان و کاندیداهای مورد ترجیح سلیمانی بودند، به قدرت رسیدند. رهبر سابق عراق می‌گوید «ما به آمریکایی‌ها می‌خندیدیم … سلیمانی کاملاً آن‌ها را ضربه‌فنی کرد، و آمریکایی‌ها در ظاهر تشکیل دولت جدید را به یکدیگر تبریک می‌گفتند.»
گفته شده است سلیمانی پیامکی را از طریق جلال طالبانی برای دیوید پترائوس ژنرال آمریکایی و رئیس سازمان سیا فرستاده است با این محتوا که: «پترائوس عزیز، شما باید بدانید که من سیاست‌های ایران در قبال عراق، لبنان، غزه و افغانستان را کنترل می‌کنم. در واقع سفیری که در بغداد است از اعضای نیروی قدس است. شخصی که قرار است جایگزین او شود هم از اعضای نیروی قدس است.»
در سال ۲۰۱۱ موفق الربیعی سیاستمدار و وزیر سابق امنیت ملی عراق در مصاحبه‌ای با روزنامه الشرق الاوسط، سلیمانی را «بدون شک قدرتمندترین مرد در عراق» خوانده‌بود. به گفتهٔ او سپاه قدس به فرماندهی سلیمانی در تمامی زمینه‌های سیاسی، اقتصادی و امنیتی و به ویژه در منطقه سبز بغداد (که سفارت‌خانه‌های غربی و عربی و ادارات و خانه‌های مقامات دولتی و اعضای پارلمان عراق در آن قرار دارد) نفوذ دارد.
سلیمانی خود در نشست مقدماتی «کنفرانس جوانان و بیداری اسلامی» گفت: «ایران در جنوب لبنان و عراق نیز حضور دارد. در واقع این مناطق به نوعی تحت تأثیر عملکرد و تفکر جمهوری اسلامی ایران هستند.» اما تعدادی از نمایندگان پارلمان عراق در بیانیه‌ای سخنان سلیمانی را محکوم کرده و وی را دچار توهم خواندند.
پس از یورش پیکارجویان دولت اسلامی عراق و شام (داعش) در ژوئن ۲۰۱۴ (خرداد ۱۳۹۳) به شمال عراق و تصرف برخی از شهرهای این کشور از جمله موصل و تکریت و از هم پاشیدن ارتش عراق و ناتوانی نیروهای مسلح این کشور در نبرد با داعش و پس از جدی شدن خطر تصرف بغداد (پایتخت عراق) توسط این گروه، روزنامه ساندی تایمز انگلیس، وال‌استریت ژورنال و نیویورک تایمز مدعی شدند ایران فرماندهی ارتش از هم فروپاشیده عراق را برعهده گرفته تا با نیروهای گروه تروریستی داعش مقابله کند. قاسم سلیمانی فرمانده سپاه قدس ایران، عملیات دفاع از بغداد پایتخت عراق را در مقابل حملات نیروهای گروه تروریستی داعش، فرماندهی می‌کرد. یک منبع عراقی مدعی شد: سلیمانی با ۶۷ مشاور ارشد خود به عراق سفر کرد و فرماندهی عملیات‌ها را برعهده گرفت و بر استقرار نیروهای عراقی و برنامه‌ریزی برای عملیات، نظارت داشته است. سید حسن نصرالله بعداً اعلام کرد که قاسم سلیمانی از وی خواسته است تا ۱۲۰ نفر از فرماندهان میدانی حزب‌الله را برای جنگ با داعش در عراق، در اسرع وقت در اختیار وی قرار دهد.

#### اعتراضات ۲۰۱۹ عراق
در جریان اعتراضات پاییز ۲۰۱۹، اعتراض راهپیمایی‌کنندگان به ضعف استقلال عراق در منطقه و هر نوع دخالتی از جانب آمریکا، عربستان یا دیگر کشورهای منطقه بود، اما این مخالفت‌ها بیش از همه به ایران اشاره داشت. این اعتراض‌ها با شعارهایی (گاه تند و تحقیرآمیز) علیه قاسم سلیمانی و علی خامنه‌ای همراه بود. سلیمانی در مهندسی این سرکوب به مقامات ارشد عراقی کمک کرد و در جریان بازدید از بغداد هنگام آغاز تظاهرات به آن‌ها گفت: «ما در ایران می‌دانیم چه رفتاری با معترضان بکنیم. این اتفاق در ایران هم افتاد و ما توانستیم آن را کنترل کنیم». طی رخدادهای پاییز ۲۰۱۹ معترضان عراقی شبه نظامیان و سیاستمداران همسو با ایران را به توسل به اقدامات بی‌رحمانه همچون آدم‌ربایی، شکنجه و ترور برای سرکوب تظاهرات مردم عراق متهم کردند. نیروهای امنیتی عراق هم، گروه‌های تحت حمایت ایران مانند عصائب اهل حق، کتائب حزب‌الله، النجباء، بدر و کتائب خراسانی را به کشتن معترضان در راه‌پیمایی‌ها و هدف قرار دادن مردم متهم کردند. با گسترش اعتراضات، سلیمانی با رهبران ارشد شبه‌نظامیان در بغداد ملاقات کرد و به آن‌ها دستور داد تا حمله‌ها به اهداف ایالات متحده را افزایش دهند. هدف او تحریک احساسات ضدآمریکایی، برای منحرف کردن اعتراضات مردمی علیه سیاستمداران و گروه‌های شبه‌نظامی تحت حمایت ایران بود.
در اعتراضات سال ۲۰۱۹ عراق، آسوشیتدپرس از سفر قاسم سلیمانی به بغداد یک روز پس از شروع اعتراضات در عراق برای شرکت در یک نشست امنیتی که قرار بود به ریاست عادل عبدالمهدی برگزار شود خبر داده است. به گزارش این خبرگزاری به نقل از دو مقام امنیتی عراقی، قاسم سلیمانی گفته «ما در ایران می‌دانیم چه رفتاری با معترضان بکنیم. این اتفاق در ایران افتاد و ما توانستیم آن را کنترل کنیم.» روز پس از دیدار سلیمانی از بغداد زد و خورد میان معترضان و نیروهای امنیتی در عراق خشونت‌بارتر شد و شمار کشته شدگان از ۱۰۰ نفر گذشت. تک‌تیراندازان ناشناس هدفمندانه سر و سینه تظاهرکنندگان را هدف گلوله قرار می‌دادند. در عرض کمتر از یک هفته نزدیک به ۱۵۰ معترض کشته شدند.
در ۵ اکتبر ۲۰۱۹، احمد الجبوری، نماینده اسبق پارلمان عراق، گفت قاسم سلیمانی مسئول قتل معترضان در اعتراضات ۲۰۲۰–۲۰۱۹ عراق است و او با کمک فردی به نام «حاج حامد» در یک اتاق عملیاتی در بغداد، فعالان و رهبران جنبش را با استفاده از گروهی از تک‌تیر اندازان ترور می‌کند و سلیمانی با کمک حاج احمد این عملیات قتل را طراحی و هدایت می‌کند. فائق الشیخ علی، یک نماینده دیگر عراق هم نوشت: «ایران ما را به قتل می‌رساند … دیگر این یک راز نیست. امام جمعه تهران صریحاً گفت: (تظاهر کنندگان معترض عراقی مأموران آمریکایی هستند آنها را به قتل برسانید)».

### سوریه

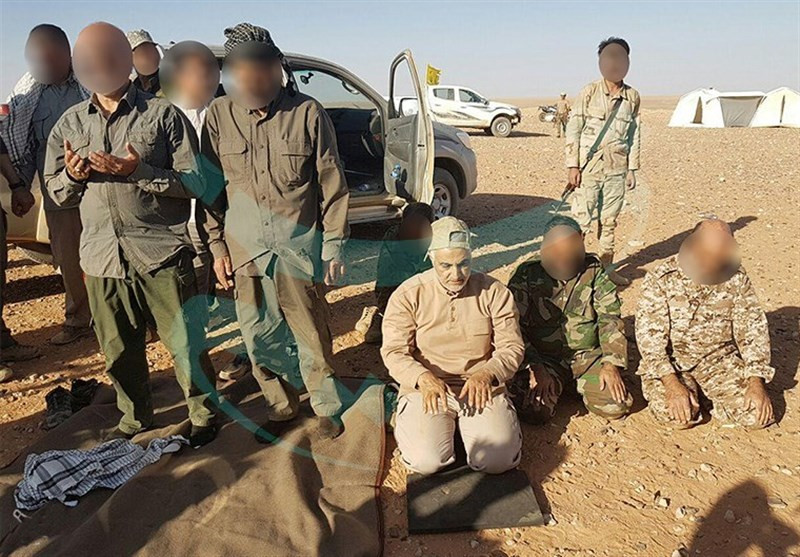
سلیمانی در کنار لشکر فاطمیون در مرز عراق و سوریه، ۱۳۹۶

از زمان شدت گرفتن بحران داخلی دولت سوریه و مخالفان سوری، برای چندین بار سلیمانی در این کشور و برای کمک به بشار اسد حضور یافت. از سال ۲۰۱۱ با شروع جنگ داخلی سوریه، سلیمانی به همراه نیروهای لشکر فاطمیون و لشکر زینبیون برای حمایت از بشار اسد وارد کارزار شدند.
نیروی قدس به رهبری قاسم سلیمانی پیش از ظهور داعش در سوریه از سال ۲۰۱۱ در سرکوب اعتراضات مردم سوریه نقش داشت. به نوشته روزنامه هاآرتس، یک عضو ارشد شورای ملی سوریه علت حضور سرتیپ پاسدار قاسم سلیمانی، فرمانده نیروی قدس سپاه پاسداران به سوریه برای «فرماندهی اتاق جنگ» با هدف سرکوب معترضان مخالف حکومت بشار اسد خبر داده است.
علی عبدالله ایوب، وزیر دفاع سوریه گفت: «نخستین بار در سال ۲۰۱۱ با قاسم سلیمانی در سوریه دیدار کرده و نخستین عملیات مشترک را برای بازپس‌گیری باباعمرو در حومه حمص در مارس ۲۰۱۲ طراحی و اجرا کرده‌اند.» هنگام اجرای این عملیات، دولت بشار اسد در حال جنگ با ارتش آزاد سوریه بوده است و هنوز گروه‌های جهادی ایجاد نشده بود.
جان مگوایر افسر سابق سیا گفته است نبرد القصیر که منجر به بازپس‌گیری شهر استراتژیک القصیر توسط ارتش سوریه و نقطهٔ عطفی در جنگ بود، تحت نظارت و فرماندهی سلیمانی بوده است و این نبرد را «یک پیروزی بزرگ» برای او خوانده است.
پرویز فتاح، رئیس بنیاد مستضعفان، در برنامه‌ای از تلویزیونی اعتراف کرد که قاسم سلیمانی برای پرداخت حقوق لشکر فاطمیون به وی مراجعه کرده است. فتاح افزود: «من در بنیاد تعاون سپاه بودم، حاج قاسم آمده بود به من گفت که حقوق فاطمیون را ندارم بدهم، در سوریه کمک کن! یعنی کار به جایی می‌رسد که حاج قاسم سلیمانی نمی‌تواند حقوق سپاهش را بدهد. میگفت اینها برادران افغان ما هستند و دست نیاز به امثال ما دراز می‌کرد.»،
بنا بر روایت امیر اسداللهی، خلبان هواپیمایی ماهان، در خرداد سال ۱۳۹۲ هدایت یک فروند هواپیمای مسافربری با ۲۰۰ مسافر را برعهده داشت و قاسم سلیمانی، نیز در آن پرواز حضور داشت. بنا بر گفته وی، آن‌ها در این پرواز «بار ممنوع» به سوریه منتقل می‌کردند؛ که نیروهای عراقی به پرواز مشکوک شده و هواپیما را در فرودگاه بغداد به زمین نشاندند، اما قاسم سلیمانی با پوشیدن لباس مهندس پرواز در کابین خلبان می‌نشیند و خلبان با دادن رشوه به مأموران عراقی از کشف و ضبط «بار ممنوع» جلوگیری می‌کند. این درحالی است که استفاده از هواپیمای مسافربری برای مقاصد نظامی یکی از مصادیق استفاده از «سپر انسانی» است که طبق کنوانسیون ژنو «جنایت جنگی» محسوب می‌شود.
دو رسانه سپاه پاسداران انقلاب اسلامی با انتشار گزارشی دربارهٔ فعالیت‌های نیروی قدس سپاه پاسداران انقلاب اسلامی، پس از سال‌ها تأیید کردند که نیروی قدس به فرماندهی قاسم سلیمانی از زمان آغاز اعتراضات مردم سوریه در اوایل سال ۲۰۱۱، در سرکوب این اعتراضات، نقش داشته است و به پلیس این کشور، دربارهٔ چگونگی سرکوب اعتراضات و اقدامات اطلاعاتی و امنیتی بر ضد معترضان، آموزش داده و به آن‌ها جنگ‌افزار و تجهیزات سرکوب داده است.
به گفته ایندیپندنت فارسی، قاسم سلیمانی در پی اعتراضات سراسری مردم سوریه، بشار اسد را متقاعد کرد که تسلیم خواسته‌های مردم سوریه نشود.
سلیمانی در سوریه از مواهب استراتژی‌ای بهره برد که توسط سردار حسین همدانی طراحی شده بود، با این حال او در پیش‌بینی یا جلوگیری از تاخت و تاز دولت اسلامی (داعش) به عراق، تسخیر موصل، و پیشروی به نزدیکی مرزهای ایران ناکام ماند. با این که ایران از سرنگونی اسد جلوگیری کرد، در سال ۲۰۱۴ پایانی برای جنگ در سوریه متصور نبود. شایعاتی وجود داشت که سلیمانی ممکن است به حاشیه رانده یا با کسی دیگر جایگزین شده باشد. اوایل سال ۲۰۱۵ برای دمشق و تهران شوم بود. ائتلافی از جهادگرایان استان ادلب را به چنگ آوردند که می‌توانست به عنوان سکوی پرتابی برای پیشروی‌های ارضی در موطن علوی‌ها در غرب باشد. دمشق بر تکه‌های کوچکی از خاک سوریه تسلط داشت. ایران که هزاران نفر از لشکر خارجی خود را به سوریه اعزام کرده بود برای برگرداندن موج جنگ نیاز به اعزام هزاران ایرانی و شبه نظامی شیعه دیگر داشت، که با وجود خطر حمله به تأسیسات هسته ایران و فشار تحریم‌ها فشار زیادی را متوجه آن می‌کرد؛ بنابراین ایران به مداخله یک قدرت دیگر در سمت خود نیاز داشت و سلیمانی در سال ۲۰۱۵ شخصاً به مسکو سفر کرد و به ولادیمیر پوتین رئیس‌جمهور روسیه پیشنهاد داد روسیه و ایران مشترکاً اسد را نجات دهند و موج جنگ را معکوس کنند. ایران قسمت اعظم نیروهای زمینی و روسیه قدرت هوایی و نیز بخشی از نیروهای زمینی را فراهم می‌کردند.

### مقابله با داعش

##### در کردستان عراق
در تابستان ۱۳۹۳، به دنبال هک شدن ایمیل نمایندهٔ اقلیم کردستان عراق در ایران، مکاتباتی افشا شد که این مقام باسابقهٔ کُرد در تهران را مقابل پرسش رسانه‌ها قرار داد. در این مکاتبات، به یک مقام ایرانی بیش از بقیه اشاره شده بود: قاسم سلیمانی. این نخستین بار بود که یک مقام ارشد حکومت اقلیم کردستان عراق با صراحت و با جزئیات به نقش تعیین‌کنندهٔ فرماندهی می‌پرداخت که سال‌ها پیش رسانه‌های عراق به او لقب «ژنرال بی‌سایه» داده بودند. در بسیاری از این نامه‌ها از شخص سومی با اسم اختصاری «حاجی» یاد می‌شود؛ فردی که آقای دباغ در برنامهٔ اخیر تلویزیونیِ خود، او را این‌گونه معرفی کرد: «طبیعتاً وقتی اسم سپاه قدس می‌آید، در رأس آن نام قاسم سلیمانی نیز تداعی می‌شود؛ او شخصِ اول خاورمیانه است.» امیرعلی حجازی، سرپرست واحد هوافضای سپاه پاسداران، مهرماه ۱۳۹۳ طی گفتگویی تأیید کرد که سلیمانی و ۷۰ نفر از سربازان او به جنگجویان کُرد عراقی کمک کردند و مانع پیشروی داعش شدند.
به نوشتهٔ خبرگزاری مهر به نقل از رسانه‌های اقلیم کردستان عراق، در مردادماه ۱۳۹۳، سلیمانی نسبت به حملهٔ داعش به اربیل هشدار می‌دهد. به دنبال یورش داعش در ۱۶ مرداد ۱۳۹۵، بارزانی از آمریکا و ترکیه تقاضای کمک می‌کند. دو روز بعد، جنگنده‌های آمریکایی در اربیل به پرواز درمی‌آیند. این در حالی است که ۴۸ ساعت قبل از پیوستن جنگنده‌های آمریکایی به عملیات دفاع از اربیل، یگانی از نیروهای ویژه به فرماندهی سلیمانی و بنا به درخواست شخص بارزانی در کنار پیشمرگان کُرد در حال نبرد با داعش بودند. به دنبال دفع خطر داعش، مسعود بارزانی شخصاً یک نامهٔ تشکر برای ریاست‌جمهوری ایران با این مضمون فرستاد که ایران بار دیگر در سخت‌ترین شرایط به دفاع از اقلیم کردستان عراق برخاسته است.

#### اعلام پایان خلافت داعش
در روز پنجشنبه ۳۰ شهریور ۱۳۹۶ قاسم سلیمانی طی سخنرانی در مراسم چهلمین روز کشته شدن مرتضی حسین‌پور شلمانی با یادآوری پیامش به مناسبت کشته شدن محسن حججی و وعده انتقام در آن، بیان داشت که «کمتر از سه ماه دیگر اعلام پایان داعش و حکومت داعشی در این کره خاکی خواهد بود.» دو ماه بعد و در پایان آبان ۹۶ سلیمانی در پیامی به سید علی خامنه‌ای رهبر جمهوری اسلامی ایران با اشاره به «اتمام عملیات آزادسازی بو کمال» از پایان داعش خبر داد و آن را به‌عنوان یک «پیروزی بسیار بزرگ و سرنوشت‌ساز» به خامنه‌ای تبریک گفت. سلیمانی در این پیام با «آمریکایی ـ صهیونیستی» خواندن داعش، خسارت‌های ناشی از عملیات این گروه در عراق و سوریه را ۵۰۰ میلیارد دلار برآورد کرد و «طراحی و اجرای» آن‌ها را به «رهبران و سازمان‌های مرتبط با آمریکا» نسبت داد. سید علی خامنه‌ای نیز با ارسال نامه‌ای به سلیمانی ضمن تبریک به وی گفت که «شما با متلاشی ساختن توده سرطانی و مهلک داعش نه فقط به کشورهای منطقه و به جهان اسلام بلکه به همه ملت‌ها و به بشریت خدمتی بزرگ کردید.» همچنین همزمان با پیام سلیمانی به خامنه‌ای، حسن روحانی رئیس‌جمهور پایان داعش را به «رهبر جمهوری اسلامی، سپاه پاسداران، نیروی قدس و به‌ویژه قاسم سلیمانی» تبریک گفت.
به گفته علی افشاری نقش قاسم سلیمانی و نظام جمهوری اسلامی ایران در فروپاشی داعش، افسانه است و بلکه آن‌ها یکی از علل و تقویت داعش نیز بوده‌اند.

### حمایت و تجهیز گروه‌های مسلح فلسطینی
قاسم سلیمانی از گروه‌های مسلح فلسطینی حمایت مالی و نظامی می‌کرد. با کمک وی در نوار غزه کارخانه تولید سلاح ایجاد شد. به گفتهٔ زیاد نخاله، دبیرکل جهاد اسلامی فلسطین، وی شخصاً پرونده‌های انتقال تسلیحات به نوار غزه را برعهده داشت. روز ۷ دی ۱۳۹۹، محمود الزهار، وزیر خارجه پیشین و عضو ارشد کادر رهبری حماس، در گفت‌وگو با شبکه العالم گفت:
در دیدار سال ۲۰۰۶ با قاسم سلیمانی در تهران، «مشکل اساسی حقوق کارمندان و خدمات اجتماعی و کمک‌های دیگر» به مردم غزه را توضیح دادم و «حاج قاسم فوراً درخواست ما را پاسخ داد به‌گونه‌ای که روز بعد که پایان سفر بود، ۲۲ میلیون دلار در چمدان‌های فرودگاه (تهران) دیدم» و «قرار بود مبلغ بیش‌تری پرداخت شود اما (هیئت حماس) ۹ نفره بود و نمی‌توانستیم بیش از این حمل کنیم زیرا هر چمدان ۴۰ کیلوگرم گنجایش داشت».
کاربران توییتر با هشتگ «چمدان دلار» به این سخنان واکنش نشان دادند و به مقایسه وضع زندگی مردم ایران پرداختند به گفتهٔ احمد عبدالهادی از مقامات حماس، وی بارها به نوار غزه سفر کرده و در ایجاد استحکامات دفاعی فلسطینی‌ها در برابر اسرائیل مشارکت داشت.

### استفاده نظامی از هواپیماهای مسافربری
به گفته محمدجواد ظریف وزیر وقت خارجه، قاسم سلیمانی از از هواپیماهای ایران‌ایر در مسیر تهران-سوریه استفاده نظامی می‌کرده است. او می‌گوید «من می‌رفتم برای موفقیت کار میدانی مذاکره می‌کردم. اما این‌که من به ایشان بگویم شما مثلاً از هواپیمای ایران ایر در خط تهران-سوریه استفاده نکن. ایشان (قاسم سلیمانی) زیر بار نمی‌رفت؛ لذا دیپلماسی هزینهٔ میدان شد اما هیچ‌وقت میدان هزینهٔ دیپلماسی نشد». امیر اسداللهی خلبان هواپیمایی ماهان گفته است که همراه قاسم سلیمانی با هواپیمای مسافربری «هفت تن بار ممنوعه» به سوریه بردیم. نصرت‌الله حسینی پور، یکی از فرماندهان نیروی قدس انتقال نیروهای نظامی به سوریه در پروازهای هواپیماهای ماهان را تأیید کرده است.

### دخالت در سیاست خارجی
محمدجواد ظریف، در مصاحبه‌ای در اسفند ۱۳۹۹، با اشاره به دخالت‌های قاسم سلیمانی در سیاست خارجی گفته است که او به‌دلیل فشارهای فرمانده پیشین سپاه قدس، «دیپلماسی را فدای میدان جنگ کرد». او گفت «الزاماً در همه‌چیز هم‌نظر نبودیم اما احساس می‌کردیم که موظفیم با هم هماهنگ باشیم و این کار را می‌کردیم». ظریف همچنین گفت: «من می‌توانم به‌جرئت بگویم که من دیپلماسی را بیشتر هزینه کردم برای میدان تا این‌که میدان برای دیپلماسی هزینه شود» و ادامه می‌دهد که «تقریباً هر بار که من برای مذاکره رفتم، این سلیمانی بود که می‌گفت من می‌خواهم که این خاصیت را بگیرید، این نکته را بگیرید». در ۷ اسفند ۱۳۹۷ بشار اسد بدون اطلاع دولت و وزارت امور خارجه به دعوت سپاه قدس به ایران سفر می‌کند. محمدجواد ظریف پس از این اتفاق استعفا خود را اعلام می‌کند و می‌گوید «بعد از عکس‌های ملاقات‌های امروز دیگر جواد ظریف به عنوان وزیر خارجه در جهان اعتباری ندارد.» برایان هوک، نماینده ویژه وزارت خارجه آمریکا در ایران نیز ۲۵ اسفند ۱۳۹۷ با اشاره به تحولات سیاسی اخیر در ایران گفت که به نظر او وزیر خارجه واقعی ایران قاسم سلیمانی است.

### اقدامات در سیاست داخلی ایران

#### سرکوب اعتراضات داخلی ایران
برخی افراد و رسانه‌ها به نقش قاسم سلیمانی در سرکوب اعتراضات داخلی ایران، از جمله، اعتراضات سال‌های ۷۸، ۸۸، ۹۶ و ۹۸ پرداخته‌اند.
- محمدعلی جعفری، فرمانده سابق سپاه پاسداران، روز ۲۰ بهمن ۱۳۹۸ در توئیتی عنوان کرد که قاسم سلیمانی، در زمینه اعتراضات در ایران نقش داشته و «اقدامات مؤثر» انجام داده است.[۱۶۴] جعفری نوشت:[۱۶۵][۱۶۶]

«در ماجرای فتنه ۷۸ و ۸۸ قاسم در صحنه مقابله با ضدانقلاب در کف خیابان بود و اقدامات مؤثری را برای کنترل ناامنی و آشوب‌ها انجام می‌داد. بارها شاهد حضور او در قرارگاه ثارالله بودیم، در غبار این فتنه‌ها همزمان در مسائل سیاسی هم با نفوذ خود برای خواص به‌دنبال روشنگری بود.»
رمضان شریف، سخنگوی سپاه پاسداران، در واکنش به حاشیه‌های توییت جدید محمدعلی عزیز جعفری، گفت این حساب از سوی او اداره نمی‌شود. خبرگزاری مشرق‌نیوز نیز پیشتر چندین بار مطالب منتشر شده در این حساب کاربری را به‌عنوان حساب کاربری منتسب به عزیز جعفری منتشر کرده بود.
- قاسم سلیمانی یکی از امضا کنندگان نامه فرماندهان سپاه در پی وقایع ۱۸ تیر ۱۳۷۸ به سید محمد خاتمی؛ رئیس‌جمهوری وقت، بود.[۱۶۹] محمدباقر قالیباف نیز دربارهٔ این نامه می‌گوید: «حادثه سال ۷۸ که در کوی دانشگاه اتفاق افتاد، آن نامه‌ای را که نوشته شد نامه فرماندهان سپاه به محمد خاتمی، رئیس‌جمهور وقت من نوشتم. بنده و آقای سلیمانی.»[۱۶۴][۱۷۰]
- به گفتهٔ قالیباف، شهردار وقت تهران، وی و سلیمانی در هفته متعاقب انتخابات ریاست‌جمهوری ایران در سال ۱۳۸۸ بیشترین تلاش را برای جلوگیری از پیامدهای آن داشته‌اند.[۱۶۴][۱۷۱][۱۷۲]
- صادق خرازی، فعال سیاسی اصلاح طلب، در سال ۱۳۹۴ در بخشی از گفتگویش در پاسخ به سؤال خبرنگار خبرگزاری تسنیم که پرسیده بود: «شما در سال ۸۸ برای جلوگیری از آن اتفاقات چه کارهایی می‌کردید؟» گفته است: «برای حل مسائل حتی آقای قاسم سلیمانی و باقر قالیباف سعی می‌کردند ماجرا را کنترل کنند تا خدای ناکرده کار از دست نرود.»[نیازمند منبع]
- پس از این اعتراض‌های سال ۹۶، سلیمانی طی یک سخنرانی عمومی اعتراض‌های ۸۸ را «فتنه» و اعتراض‌های ۹۶ را «اغتشاش» خواند و از «به خاک مالیده شدن بینی دشمن» در این اعتراض‌ها سخن گفت.[نیازمند منبع]
- خبرگزاری آسوشیتدپرس به نقل از دو مقام بلندپایه عراقی که نامشان فاش نشده است در رابطه با اعتراضات عراق نوشت که سلیمانی در نشستی محرمانه گفته بود: «این اتفاق (اعتراضات) در ایران افتاد و ما آن را تحت کنترل گرفتیم.» او گفته بود که «ما در ایران می‌دانیم که چگونه باید با اعتراضات برخورد کنیم.»[۱۷۳][۱۷۴]
- مایک پمپئو، وزیر خارجه آمریکا، نیز در این‌مورد گفته بود: قاسم سلیمانی، مسئول سرکوب اعتراض‌های مردم بود.[۱۷۵] او در این مورد گفت: «سلیمانی سرکوب ظالمانهٔ معترضان ایرانی توسط رژیم آن کشور در ایران را هماهنگ کرد که به کشته شدن بیش از یک هزار و ۵۰۰ معترض و بازداشت بیش از هفت هزار تن دیگر از آن‌ها منتهی شد»[۱۷۶]

## تحریم
در اردیبهشت ۱۳۹۰ مقامات وزارت امور خارجه ایالات متحده آمریکا سلیمانی را متهم به همکاری با نیروهای امنیتی سوریه در جریان اعتراضات در این کشور و سرکوب مخالفان بشار اسد کردند. در پی این اتهام وزارت خزانه‌داری ایالات متحده آمریکا سلیمانی را تحریم کرد.
در ۳ تیر ۱۳۹۰ (۲۴ ژوئن ۲۰۱۱)، روزنامهٔ رسمی اتحادیه اروپا گزارش کرد که کشورهای عضو اتحادیه، سه تن از فرماندهان ارشد سپاه پاسداران، یعنی جعفری، سلیمانی، طائب و نیز چند شهروند و مؤسسه اقتصادی سوریه را در واکنش به ادامه سرکوب خشونت‌آمیز معترضان سوری توسط حکومت سوریه و سپاه قدس جمهوری اسلامی ایران، تحریم کرده‌اند.

## دیدگاه‌ها و موضع‌گیری‌ها
در تاریخ ۴ مرداد ۱۳۹۷ سلیمانی در یک سخنرانی در همدان ادبیات ترامپ را «ادبیات کاباره‌ای» خواند و با ادعای شکست‌های آمریکا در منطقه و استفاده سربازان آمریکایی از پوشک بزرگسالان، خود و سپاه قدس را طرف حساب آمریکا معرفی کرده و ارتش آمریکا را ناتوان‌تر از آن دانست که با ایران درگیر جنگ شود. حسن روحانی در ۳ ژوئیه ۲۰۱۸ به صورت تلویحی به بستن تنگه هرمز به روی نفتکش‌ها در صورت تحریم نفتی ایران اشاره کرده بود. در پی آن دونالد ترامپ نیز در توییتی به این اظهارات روحانی پاسخ داد و نوشت «دیگر هرگز، هرگز آمریکا را تهدید نکنید، وگرنه با پیامدهایی روبه‌رو خواهید شد که کمتر کسی در تاریخ دیده است.» که سلیمانی در واکنش به این توییت ترامپ این سخنان را بیان کرد.

## کشته‌شدن

### حملهٔ پهپادی ایالات متحدهٔ آمریکا

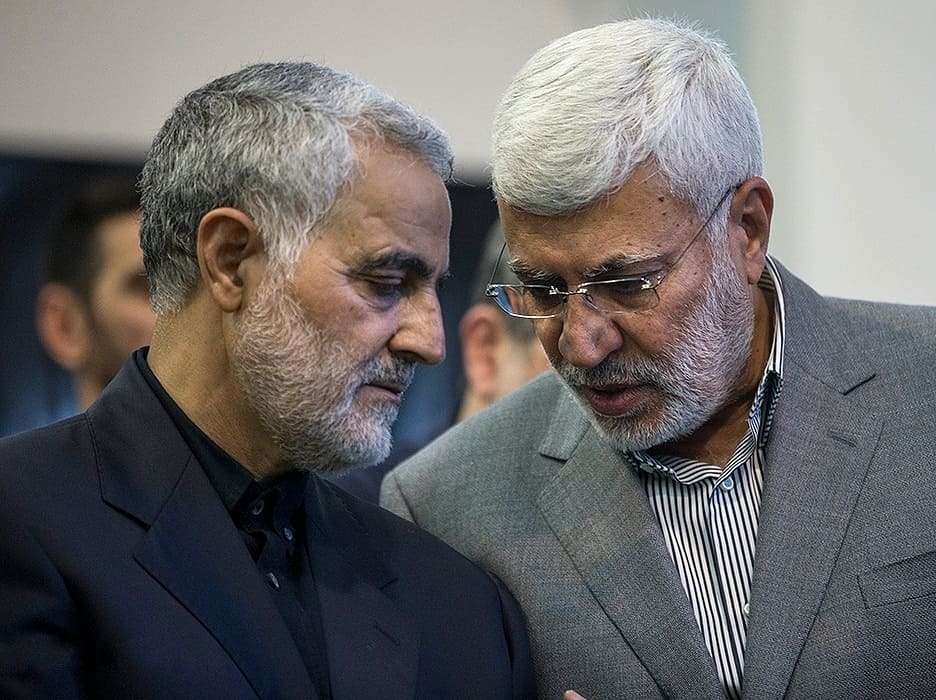
قاسم سلیمانی به همراه ابومهدی المهندس (آبان ۱۳۹۶)

سلیمانی در بامداد جمعه ۱۳ دی ۱۳۹۸ طی حملهٔ پهپاد آمریکایی به فرودگاه بغداد به قتل رسید. در این حمله ابومهدی المهندس از فرماندهان گروه شبه‌نظامی عراقی حشد شعبی به‌همراه ۱۰ تن دیگر نیز به قتل رسیدند. وزارت دفاع ایالات متحده آمریکا اعلام کرد که دستور این حملهٔ هوایی را دونالد ترامپ، رئیس‌جمهوری و فرمانده کل قوای این کشور صادر کرده است. سه روز پیش از قتل سلیمانی و در پی حمله‌هایی که به سفارت آمریکا در بغداد انجام شد، ترامپ گفته بود که ایران بابت این رویداد، بهایی سنگین خواهد پرداخت و تأکید کرده بود که این موضوع «هشدار نیست، تهدید است».
در مورد پهپادهایی که عملیات قتل قاسم سلیمانی و ابومهدی المهندس را انجام دادند روایت‌های متفاوتی منتشر شد. شبکه العهد عراق در گزارشی عنوان کرد که «دو پهپاد آمریکایی از خاک کشور کویت وارد حریم هوایی عراق شدند و این عملیات را انجام دادند». این ادعا از سوی مقامات کویتی تکذیب شد. روایت دوم به این موضوع اشاره داشت که یک پهپاد آمریکایی از پایگاه العدید واقع در کشور قطر برخاسته و این عملیات قتل را انجام داده است. در بیانیهٔ پدافند هوایی عراق گفته شده است که سه پهپاد آمریکایی غیر مسلح در روز پنجشنبه به حریم هوایی بغداد وارد شده و پس از انجام عملیات، همان شب به سمت اردن پرواز کرده‌اند. احمد الاسدی نمایندهٔ پارلمان عراق هم گفت که «سه پهپاد آمریکایی که عملیات قتل را انجام دادند، از پایگاه عین الاسد برخاستند و از صبح روز پنجشنبه به مدت ۲۰ ساعت در آسمان بغداد درحال حرکت بودند و بعد از انجام عملیات قتل مستقیماً به پایگاه عین الاسد بازگشتند.»
به گفتهٔ محمد باقرزاده جسد قاسم سلیمانی پنج تکه شده بوده، سر نداشته و از او کتف و بخشی از مچ پا به پایین و دست و اجزایی که کوبیده شده بودند به‌جا مانده بود. او افزوده تکه‌های بدن کشته‌شدگان آن‌چنان درهم مخلوط شده بودند که برای تفکیک آن‌ها از آزمایش دی‌ان‌ای استفاده شد و گوشت‌های پراکنده را سامان دادند تا بتوانند در قالب یک پیکر در تابوت قرار دهند.
در ۲۰ خرداد ۱۳۹۹ غلامحسین اسماعیلی، سخنگوی قوه قضائیه ایران، اعلام کرد فردی به نام سید محمود موسوی مجد اطلاعات محل استقرار و ترددهای سلیمانی را به سرویس‌های جاسوسی خارجی فروخته بوده و به همین اتهام به اعدام محکوم شده است. با این‌حال همان‌روز خبرگزاری مرکز رسانه‌ای قوه قضاییه اعلام کرد «پروندهٔ موسوی مجد ارتباطی با قتل قاسم سلیمانی در عراق ندارد و تمام مراحل قضایی این پرونده مدت‌ها قبل از قتل فرمانده نیروی قدس سپاه انجام شده و حکم اولیهٔ اعدام موسوی مجد هم سوم شهریور ۹۸ صادر شده است».

### تصمیم‌گیری عملیات
دونالد ترامپ در سال ۲۰۱۷، در دیدار با اچ‌آر مک‌مستر، تمایل خود را برای انجام چنین عملیاتی، ابراز کرده بود. یاهو! نیوز در مصاحبه با ۵ شخصیت سیاسی-امنیتی آمریکایی گزارشی منتشر نمود که در آن بیان شده بود ایده این عملیات، از ابتدای دوره ریاست جمهوری ترامپ و زمانی که مایک پومپئو ریاست سیا را بر عهده داشت، مطرح شد. در ابتدا وزارت دفاع و مدیریت اطلاعات ملی آمریکا با این ایده مخالف بودند اما پس از حمله به پایگاه هوایی کی-۱ توسط شبه‌نظامیان وابسته به حکومت ایران، که منجر به کشته‌شدن یک شهروند عراقی-آمریکایی شد، آن‌ها نیز متقاعد شدند تا این طرح را به ترامپ پیشنهاد دهند. به گفته این گزارش، این عملیات با کمک‌های اطلاعاتی نیروهای اسرائیلی و اقلیم کردستان صورت گرفته است. به این ترتیب که اسرائیلی‌ها اطلاعات مربوط به تحرکات سلیمانی را براساس شنود از تلفن همراه او به‌دست آورده و در اختیار آمریکایی‌ها قرار داده بودند. و این در حالی بوده که سلیمانی در شش ساعت منتهی به حادثه سه بار گوشی خود را عوض کرده بود. از مدت‌ها قبل نیروهای اسرائیلی به آمریکایی‌ها اطلاع داده بودند که ایران قصد خرید گوشی‌های پیشرفته برای فرماندهان نیروی قدس را از کشورهای عرب خلیج فارس دارد. آمریکایی‌ها با نفوذ به شبکه فروشندگان این گوشی‌ها توانستند گوشی‌های آلوده به نرم‌افزار استراق سمع به آن‌ها بفروشند. فرمانده نیروهای سپاه قدس در یمن نیز از اهداف این حمله بود که جان سالم به در برد.
گزارش یاهونیوز، نقش مأموران واحد ضدتروریستی اقلیم کردستان را این‌طور توضیح می‌دهد که آن‌ها با لباس مبدل در فرودگاه حضور داشتند و هدایت هواپیمای حامل سلیمانی به سمت توقف‌گاه و همچنین تخلیه بار همراه آن بر عهده آن‌ها بود. به علاوه یکی از آن‌ها که لباس پلیس بغداد را به تن داشت، پس از حمله، به خودروهای منهدم‌شده نزدیک شد و پس از گرفتن چند عکس، به جمع‌آوری نمونه دی‌ان‌ای کشته‌شدگان برای شناسایی اقدام کرد.

#### ابعاد حقوقی حملهٔ هوایی
تعدادی از رسانه‌های خارجی از این عمل با نام ترور یاد کردند، ماهیت حقوقی قتل وی از نظر حقوق‌دانان مورد اختلاف است زیرا ایالات متحده آمریکا در حالی او را به قتل رساند که به ایران اعلان جنگ نداده بود و بدون رضایت کشور عراق به‌عنوان کشوری که این حمله در آن صورت گرفت به او حمله کرد. یراوند آبرهامیان استاد تاریخ آمریکایی ارمنی از لفظ ترور برای این عمل استفاده کرد او می‌گوید تحت هر تعریفی این کنش تنها با ترور قابل بیان است. فرانسوا کلمانسو کشتن سلیمانی را نه یک «ترور» بلکه یک «قتل هدفمند» دانست. او به این موضوع اشاره دارد که در این حمله، آمریکا به بمباران گستردهٔ یک منطقه و کشتن صدها نفر اقدام نکرده؛ بلکه اقدام به قتل هدفمند کسی کرده است که سال‌ها به‌طور مداوم به آمریکا ضربه می‌زده است. او همچنین به این موضوع اشاره دارد که پیش از این بارها حذف قاسم سلیمانی به دلیل «اقدامات مخربش»، به پنتاگون توصیه می‌شده است. یورونیوز در مقاله‌ای با بررسی تعریف تروریسم از نظر کشورهای مختلف نوشت: «به این ترتیب به نظر می‌رسد در سطح بین‌الملل استدلال کافی برای تروریستی خواندن حملهٔ بامداد جمعه به کاروان حامل قاسم سلیمانی وجود ندارد.»
اگنس کالامار گزارشگر ویژه کمیساریای عالی حقوق بشر سازمان ملل متحد در مورد اعدام‌های فراقانونی، سریع یا خودسرانه در گزارش خود به چهل و چهارمین نشست شورای حقوق بشر سازمان ملل متحد در ژوئن ۲۰۲۰ کشته شدن سلیمانی و نه تن دیگر را مصداق کشتن خودسرانه و ناقض حقوق بین‌الملل و ماده ۲(۴)منشور ملل متحد خواند. به گفته کالامار، آمریکا در ارائه شواهد کافی در خصوص یک حمله در جریان یا قریب‌الوقوع علیه منافع خود، به‌عنوان توجیهی برای حمله به سلیمانی ناکام مانده است. بنا بر این گزارش، این حمله نخستین بار است که در آن یک دولت از دفاع از خود به‌عنوان توجیهی برای حمله به یکی از کارکنان دولتی دیگر، در خاک کشوری دیگر (ثالث) استفاده کرده است.

### واکنش‌ها
در هفتاد شهر از آمریکا فعالان ضد جنگ در واکنش به قتل سلیمانی و افزایش تنش بین ایران و آمریکا دست به تظاهرات زدند. در شماری از خبرگزاری‌های مختلف تصاویری از این تظاهرات ضد جنگ منتشر شد. در این تظاهرات «عدم جنگ با ایران»، «خروج از عراق»، «خروج ایالات متحده آمریکا از خاورمیانه» و «عدم تحریم ایران» از جمله خواسته‌های حاضران به گزارش رادیو فرانسه بوده است. پس از قتل قاسم سلیمانی، گروهی از مردم ایران، شیعیان هندوستان، شیعیان پاکستان، مردم مالزی، طرفداران حماس در فلسطین، مردم ترکیه، حوثی‌های یمن، مردم کشمیر، طرفداران حزب‌الله در لبنان، طرفداران اسد در سوریه و مردم عراق تظاهراتی در محکومیت این اقدام آمریکا و همدردی با سلیمانی برگزار کردند.
شبکه اجتماعی اینستاگرام اقدام به پاک کردن پیام‌ها و تصاویر تسلیت مربوط به وی کرد. به طوری که پاک شدن این پست‌ها مورد اعتراض افرادی همچون رضا رشیدپور، علیرضا جهان‌بخش، بهاره رهنما و مهران رجبی قرار گرفت. اینستاگرام در پاسخ به این اعتراض‌ها اعلام کرد طبق فهرست سازمان‌های تروریستی که از وزارت خارجه آمریکا دریافت کرده و به دلیل تحریم فرماندهان سپاه موظف است حساب‌های کاربری منسوب به این سازمان‌ها و افراد را مسدود و پست‌های مربوط به آن‌ها یا در ستایش و حمایت از آن‌ها را حذف کند.
بی‌بی‌سی انگلیسی نوشت: «قتل قاسم سلیمانی خبر خوبی برای داعش است». وبگاه بیزنس اینسایدر در مقاله‌ای به نقش سلیمانی در شکل دهی جبهه علیه داعش پرداخت. وبگاه‌های خبری همچون سی‌ان‌ان، تی‌بی‌اس، سی‌ان‌بی‌سی، جاستیس سکیوریتی و پولیتیکو هر یک در مقالاتی ضمن برشمردن اشتباه ترامپ به اهمیت نقش سلیمانی در نبرد علیه داعش پرداختند.

#### واکنش مردم عراق و سوریه و ایران

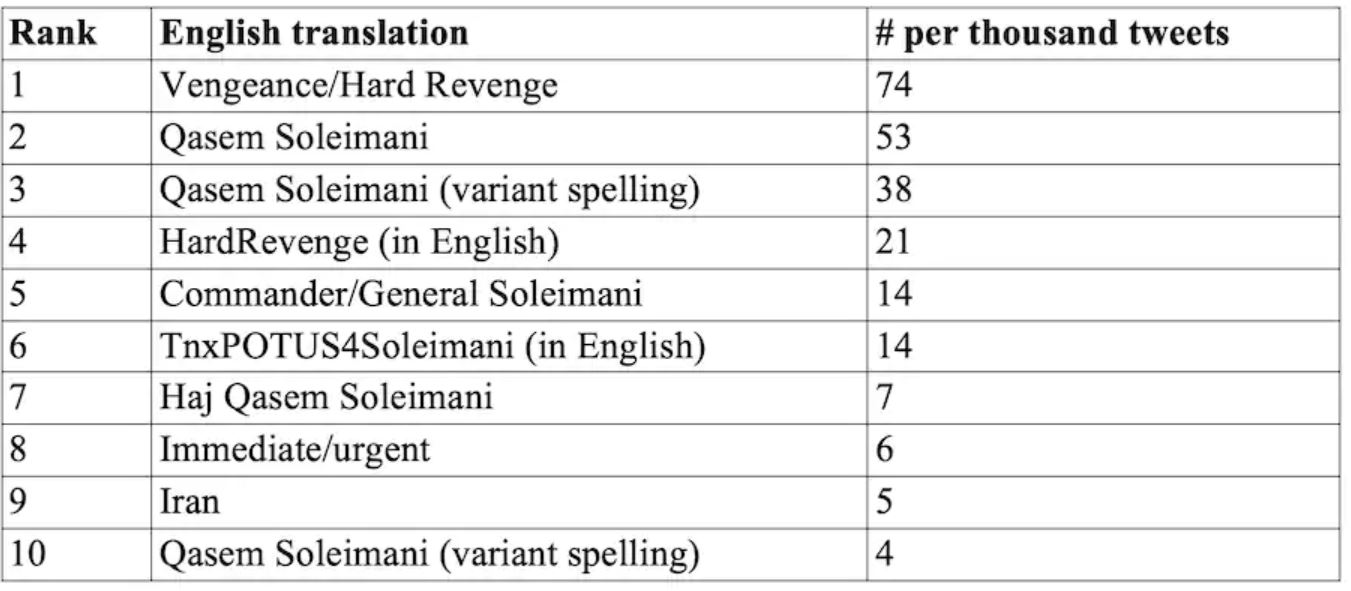
هشتگ‌های برتر در ساعات پس از قتل سلیمانی در بین توئیت‌های فارسی (منبع: واشینگتن پست)

به‌صورت همزمان برخی شهروندان عراقی با شنیدن خبر قتل سلیمانی در خیابان‌های بغداد با برافراشتن پرچم کشورشان به جشن و پایکوبی پرداختند، اجساد قاسم سلیمانی، ابومهدی المهندس و سایر مقتولان عملیات آذرخش کبود در بغداد، کاظمین، کربلا و نجف تشییع شد و هزاران نفر از مردم عراق در این مراسم حضور یافتند. سپس اجساد به ایران منتقل شدند و به ترتیب در شهرهای اهواز، مشهد، تهران، قم و کرمان با حضور گسترده مردم تشییع شد، به‌طوری که در مراسم تشییع در تهران، جمعیت چند میلیونی از مردم گرد آمدند و برخی رسانه‌ها آن را شلوغ‌ترین مراسم تشییع پس از تشییع سید روح‌الله خمینی دانستند.
اپوزیسیون دولت سوریه در ادلب با پخش شیرینی به شادی پرداختند. همچنین شماری از مردم ایران نیز پس از مرگ سلیمانی، به شادمانی پرداختند.
مخالفان جمهوری اسلامی به قتل قاسم سلیمانی واکنش نشان دادند؛ رضا پهلوی از حملهٔ هوایی و کشتن سلیمانی به شدّت حمایت کرد و گفت: «این پیشرفتی مثبت برای منطقه است.» در ساعات پس از مرگ سلیمانی ایرانیان چهار برابر معمول به توئیت کردن پرداختند. لیلا هاشمی و استیون ویلسون در مقاله‌ای در واشینگتن‌پست نوشتند: «با وجود آنکه ایرانیان به‌طور تاریخی مخالف رژیم توئیت می‌کرده‌اند، اکثراً واکنش منفی نسبت به قتل سلیمانی نشان دادند. در بین توئیت‌های فارسی هشتگ اول روز متعلق به واژه فارسی «انتقام/انتقام سخت» بود که با اختلاف فاحشی از دیگر هشتگ‌ها بالاتر قرار گرفت. بیشترین تصویر به اشتراک گذاشته شده نیز پرچم ایران بود. حتی (برخی از) کاربرانی که مطالب مخالف رژیم پست می‌کردند نیز نسبت به مرگ سلیمانی واکنش منفی نشان دادند. در میان بیست و پنج هشتگ برتر ترند شدهٔ توییتر فارسی فقط دو هشتگ به‌طور آشکار موافق قتل بودند. قتل سلیمانی خیلی‌ها را در محکوم کردن عمل آمریکا با یکدیگر متحد نمود.» در مقابل به گفتهٔ صدای آمریکا کاربران ایرانی در توئیتر با حدود ۱۳۰ هزار توییت با هشتگ IraniansDetestSoleimani به معنای «ایرانی‌ها از سلیمانی متنفرند» طوفان توئیتری به راه انداختند. در همان زمان در میان بیست و پنج هشتگ برتر ترند شدهٔ توییتر فارسی فقط دو هشتگ به‌طور آشکار موافق ترور بودند: ششمین هشتگ TnxPOTUS4Soleimani بود که از رئیس‌جمهور آمریکا بابت کشتن سلیمانی تشکر می‌کرد.
بعد از کشته شدن قاسم سلیمانی برخی کاربران شبکه‌های اجتماعی به‌ویژه در توییتر مرگ او و وضعیت جنازه‌اش را به تمسخر گرفته و با کتلت مقایسه کردند، که با استقبال گروهی از کاربران شبکه‌های اجتماعی همراه‌شد.

#### بین‌المللی
- در ۳ ژانویه ۲۰۲۰ مایک پنس، معاون رئیس‌جمهور آمریکا لیستی از آن در منطقه منتشر کرد: «کمک قاسم سلیمانی به ۱۰ نفر از ۱۲ تروریستی که حملات تروریستی ۱۱ سپتامبر را در ایالات متحده انجام دادند، در سفر مخفیانه به افغانستان است.» … «کمک به ارائه سلاح و پرتابه‌های انفجاری پیشرفته به شورشیان عراقی و آموزش آن‌ها برای حمله به نیروهای آمریکایی و ائتلاف … و مسئول مستقیم مرگ ۶۰۳ سرباز و هزاران زخمی نیروهای آمریکایی دانست.» او در ادامه به اقدامات دیگر قاسم سلیمانی از جمله تلاش رژیم ایران به ترور سفیر وقت عربستان سعودی در آمریکا در سال ۲۰۱۱، هدایت عملیات حمله به پایگاه نظامی مشترک در کربلا در ۲۰۰۷ و کشتن ۵ سرباز آمریکایی، نظارت بر حمایت مالی و تجهیزاتی سپاه از طالبان در افغانستان برای حمله به نیروهای ائتلاف، هدایت توطئه بمب‌گذاری در ترکیه و کنیا در ۲۰۱۱ برای کشتن شهروندان بی گناه، حمایت از رژیم اسد در سوریه و هماهنگی برای ارسال موشک و سلاح به یمن برای هدف قرار دادن مردم منطقه اشاره کرد.[۲۵۵][۲۵۶][۲۵۷]
- ۲۷ فوریه ۲۰۲۰ مایک پنس، معاون رئیس‌جمهوری آمریکا در «کنفرانس سالانه اقدام سیاسی محافظه‌کاران» در قسمتی از صحبت‌هایش ضمن انتقاد به دموکرات‌ها و سناتور برنی سندرز که قاسم سلیمانی را یک مقام رسمی ایران خوانده، از بین بردن قاسم سلیمانی به‌عنوان شرورترین تروریست جهان را یک عمل قاطع از جانب دونالد ترامپ دانست.[۲۵۸]
- ۲۸ فوریه ۲۰۲۰ مایک پمپئو، وزیر خارجه آمریکا در نشست کمیته امور خارجی مجلس نمایندگان آمریکا گفت: «اقداماتی مانند حذف قاسم سلیمانی، جدیت دولت آمریکا در حفاظت از منافع خود نشان داد.» … «ما با حذف قاسم سلیمانی خطر را برای سربازان و دیپلمات‌های آمریکا «کاهش دادیم» و واکنش محدود ایران به این اقدام نشان داد که آن‌ها درک می‌کنند در جنگ با ما بازنده هستند.»[۲۵۹][۲۶۰]
- دونالد ترامپ، رئیس‌جمهوری ایالات متحده، ۱۰ اسفند ۹۸ در کنفرانس سالانه اقدام سیاسی محافظه‌کاران که در نشنال هاربر واقع در ایالت مریلند برگزار شد گفت: ما قاسم سلیمانی «پدر بمب‌های کنار جاده‌ای» را از میان برداشتیم؛ او همواره در پی کارآمدتر کردن این بمب‌ها بود و از بین بردن او باید خیلی پیش از اینها انجام می‌شد.[۲۶۱]
- روز چهارشنبه ۵ مارس ۲۰۲۰ مارک اسپر، وزیر دفاع آمریکا تصمیم دونالد ترامپ برای عملیات روی قاسم سلیمانی و از میان برداشتن او را یک عمل درست دانست تا از کودتا در عراق و برنامه‌ریزی برای کشتن آمریکایی‌ها جلوگیری کند. وی معتقد است که با این اقدام سپاه پاسداران را به عقب رانده و توان آمریکا را در جلوگیری از فعالیت‌های جمهوری اسلامی تقویت کرده است.[۲۶۲]
- در آمریکا سیاست‌مداران در امتداد خط حزب واکنش نشان دادند؛ جمهوری‌خواهان عموماً از این مأموریت پشتیبانی می‌کردند. دموکرات‌ها سلیمانی را «مقصر کشته شدن صدها نفر از نظامیان آمریکایی در طول جنگ عراق» می‌دانستند اما خِرَد، زمان و انگیزهٔ حمله را زیر سؤال بردند.[۲۶۳] رئیس‌جمهور آمریکا دونالد ترامپ،[۲۶۴] معاون ریاست جمهوری مایک پنس،[۲۶۵] وزیر امور خارجه مایک پمپئو،[۲۶۶] رهبر اکثریت سنا میچ مکانل[۲۶۷] و بسیاری از سناتورها و سیاست‌مداران جمهوری‌خواه از این اقدام حمایت کردند.[۲۶۸][۲۶۹][۲۷۰][۲۷۱][۲۷۲] نمایندگان دموکرات کنگره نسبت به واکنش ایران ابراز نگرانی کردند.[۲۷۳]
- برخی از قدرت‌های جهانی ترور قاسم سلیمانی توسط آمریکا را مورد انتقاد قرار دادند.[۲۷۴]
- امانوئل مکرون رئیس‌جمهور فرانسه با عنوان این مسئله که هر روز به دنیای خطرناکتری پای می‌گذاریم طرفین را به تنش‌زدایی فراخواند.[۲۷۵]
- ولادیمیر پوتین رئیس‌جمهور روسیه با اظهار نگرانی نسبت به این اقدام آمریکا در تماسی با مکرون، مشترکاً اعلام نمود که این کار باعث افزایش تنش در منطقه خواهد شد.[۲۷۶] وزیر امور خارجه روسیه اعلام نمود کشتن سلیمانی تنش‌ها را در خاورمیانه افزایش خواهد داد. تعدادی از مقامات رسمی روسیه نیز با اظهارات مشابه، عملکرد آمریکا در عراق را مورد انتقاد قرار دادند.[۲۷۷] وزارت خارجه روسیه آن را یک اقدام ماجراجویانه نامید. وزارت خارجه روسیه بیان نمود: «سلیمانی خود را وقف حفظ منافع ملی ایران نمود. ما به مردم ایران صمیمانه تسلیت می‌گوییم.»[۲۷۸]
- سخنگوی وزارت خارجه چین بیان کرد: «چین همواره مخالف به‌کارگیری زور در روابط بین‌الملل بوده است. ما از طرفین درگیر مخصوصاً آمریکا می‌خواهیم آرامش خود را حفظ کنند و از اقداماتی که باعث افزایش تنش می‌شود جلوگیری کنند.»[۲۷۹]
- وزیر امور خارجه آلمان، هایکو ماس به‌عنوان منتقدترین صدای رهبران اروپایی تأکید کرد که این اقدام آمریکا باعث کاهش تنش‌ها نخواهد شد.[۲۸۰]
- جان بولتون، مشاور امنیت ملی ایالات متحده آمریکا در یک مصاحبه رادیویی در ۲۱ فروردین ۱۳۹۸ گفت «قاسم سلیمانی خطرناک‌ترین انسان جهان است، او و سپاه پاسداران را دست‌کم نگیرید.»[۲۸۱]
- پس از حمله هوایی ۲۰۲۰ به فرودگاه بین‌المللی بغداد و ترور قاسم سلیمانی تد کروز، سناتور آمریکایی در ۴ ژانویه ۲۰۲۰ درباب مرگ او ابراز خرسندی کرده و گفت: «پایان کار قاسم سلیمانی، عدالتی فرخنده است که پس از مدت‌ها سرانجام اجرا شد؛ عدالتی برای هزاران آمریکایی که توسط نیروهایش که تحت کنترل ایران بودند در سراسر خاورمیانه کشته یا زخمی شدند و نیز برای صدها هزار سوری و عراقی سُنی که توسط شبه‌نظامیان او پاکسازی قومی شده بودند.»[۲۸۲]

### تشییع جنازه و خاکسپاری

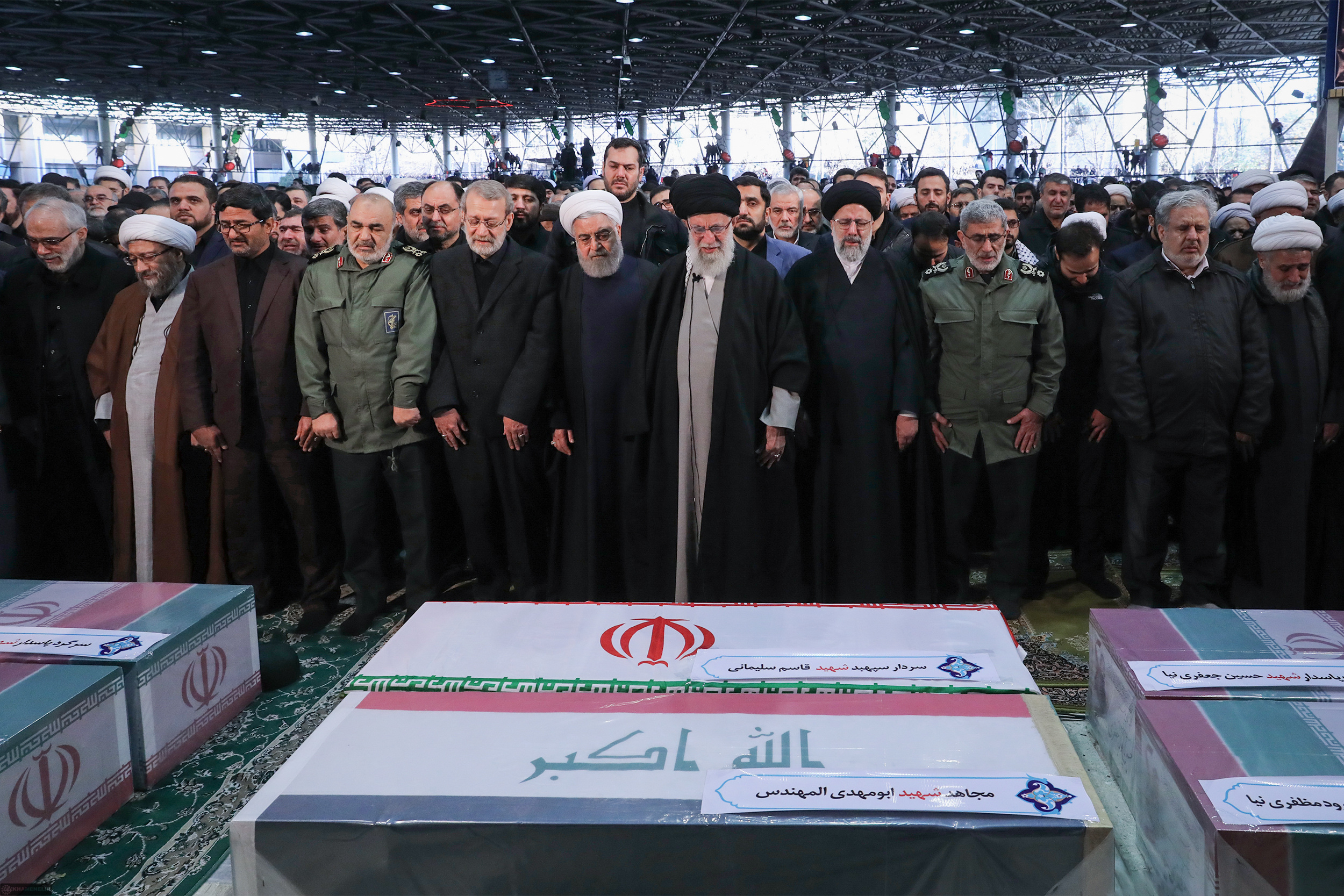
حضور سیدعلی خامنه‌ای، حسن روحانی، علی لاریجانی، ابراهیم رئیسی و دیگر مقامات ایرانی در مراسم تشییع جنازهٔ قاسم سلیمانی و همراهان‌اش و خواندن نماز میت

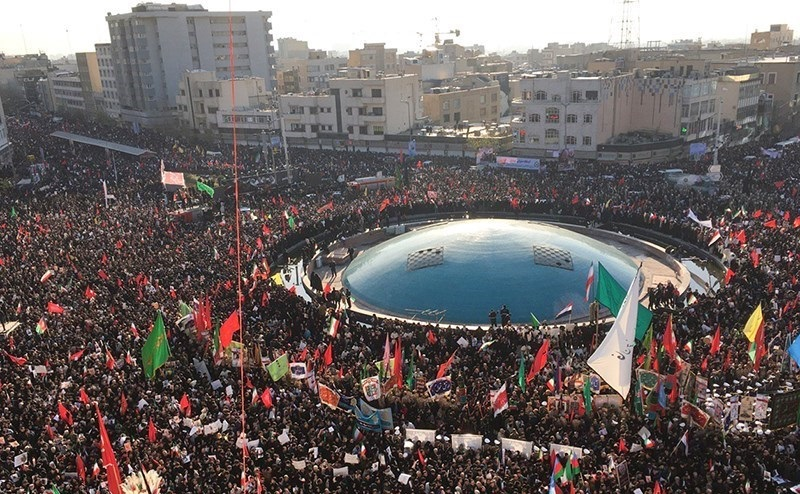
مراسم تشییع قاسم سلیمانی در میدان انقلاب تهران (۱۶ دی ۱۳۹۸)

در ۱۴ دی ۱۳۹۸، اجساد قاسم سلیمانی، ابومهدی المهندس و سایر مقتولان عملیات آذرخش کبود در بغداد و کاظمین تشییع شد. هزاران نفر از مردم عراق در این مراسم حضور یافتند. در چهار روز بعدی اجساد سلیمانی و کشته شدگان به ترتیب در شهرهای اهواز، مشهد، تهران، قم و کرمان تشییع شد. حضور تشییع کنندگان در تهران میلیونی بود. در مراسم تشییع در تهران، جمعیت چند میلیونی مردم گرد آمدند و برخی رسانه‌ها آن را شلوغ‌ترین مراسم تشییع پس از تشییع روح‌الله خمینی دانستند.
برخی مخالفان نظام جمهوری اسلامی همچون مسیح علی‌نژاد عنوان کردند که برای افزایش شمار شرکت‌کنندگان، ادارات، مدارس، دانشگاه‌ها و کسب و کارهای خصوصی تعطیل شدند، امکانات اقامت و رفت‌وآمد رایگان در اختیار شرکت‌کنندگان قرار گرفت یا پول نقد به آن‌ها وعده داده‌شد و برخی دانشجویان و دانش‌آموزان مجبور به حضور در مراسم شدند.

### پیامد
در ساعات اولیه ۱۸ دی ۱۳۹۸ ایران در پاسخ به ترور قاسم سلیمانی و همزمان با آیین خاکسپاری وی، ایران اقدام به شلیک چندین موشک بالستیک از کرمانشاه به سمت پایگاه عین‌الاسد آمریکا واقع در استان الانبار عراق نمود. سپاه پاسداران انقلاب اسلامی در بیانیه رسمی خود موشک‌باران یادشده را «گام نخست انتقام خون سردار قاسم سلیمانی» نامیده است. سرآمد این پایگاه‌ها، عین الاسد در استان انبار و دیگر اهداف، فرودگاه اربیل به همراه پایگاه و کنسولگری آمریکا در آنجا و همچنین پایگاه التاجی در شمال بغداد بودند. شمار موشک‌های پرتاب شده ۳۵ فروند گزارش شده، ولی پنتاگون گفته است که چهار فروند از موشکها در بیابان پیرامون عین الاسد فرود آمده و یکی هم در اربیل به هدف برخورد نکرده است. ارتش عراق شمار موشکها را ۲۲ فروند اعلام نموده است.
چند ساعت پس از حملات سپاه پاسداران به پایگاه‌های نظامی آمریکا، پرواز مسافربری شماره ۷۵۲ هواپیمایی بین‌المللی اوکراین متعلق به هواپیمایی بین‌المللی اوکراین از مبدأ تهران به مقصد کی‌یف هدف شلیک پدافند هوایی سپاه پاسداران قرار گرفته و سقوط کرد. و همه ۱۷۶ سرنشین این پرواز جان باختند.
با وجود تکذیب‌های متوالی از سوی ایران، در نهایت در تاریخ ۲۱ دی ۱۳۹۸، شلیک موشک به پرواز ۷۵۲ توسط ستاد کل نیروهای مسلح ایران تأیید شد. دلیل شلیک موشک به این هواپیمای مسافربری، در اطلاعیه ستاد کل نیروهای مسلح، «خطای انسانی» اعلام شده است.

## وجهه عمومی و تصویر رسانه‌ای

### در ایران

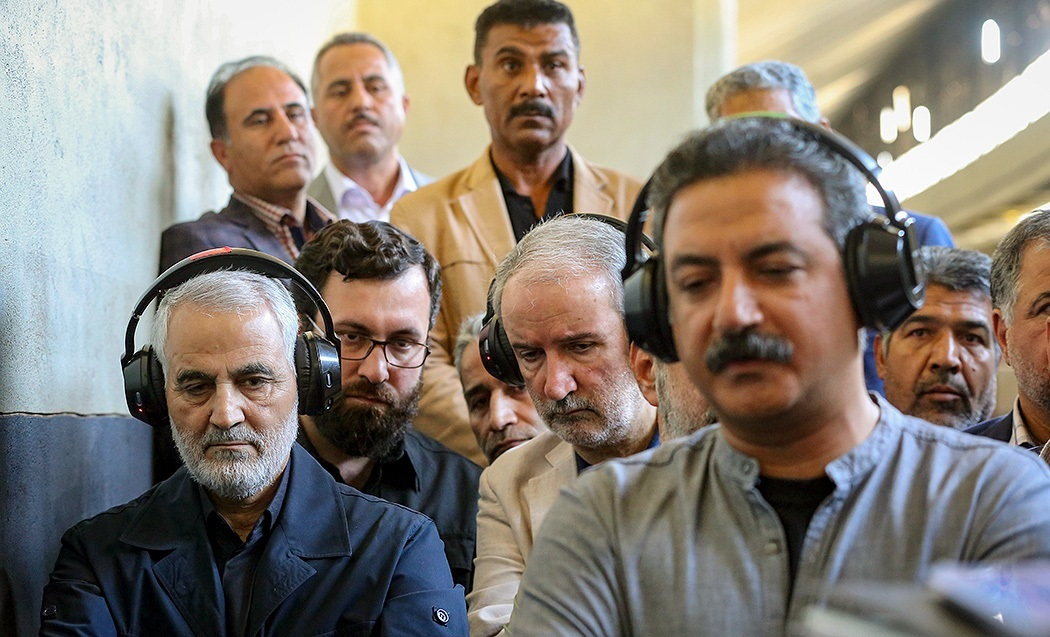
حضور قاسم سلیمانی در پشت صحنه فیلم ۲۳ نفر (۱۳۹۷). او در اولین روز تصویربرداری این فیلم به میان بازیگران رفت و یک سکانس از فیلم با حضور وی فیلمبرداری شد.

سلیمانی تا پیش از حضور آشکار در جنگ علیه داعش در عراق، از حضور در انظار عمومی پرهیز می‌کرد. اما حکومت ایران از زمان حضورش در عراق در نبرد علیه داعش و انتشار تصاویر متعددش با نیروهای عراقی، شروع به معرفی و شناساندن چهرهٔ وی کرد. به عقیده چند رسانه، او در سال‌های آخر زندگی‌اش، دومین فرد قدرتمند ایران پس از خامنه‌ای و دست راست وی بود.
نظرسنجی تلفنی دانشگاه مریلند از مردم ایران از سال ۲۰۱۶ میلادی اقدام به پرسش از محبوبیت چهره‌های سیاسی و اجتماعی نموده است که بر اساس آن سلیمانی همیشه در صدر قرار داشته و در سال ۲۰۱۸، ۸۳٪ از شرکت‌کنندگان در نظرسنجی دربارهٔ سلیمانی دیدگاه مثبت داشته‌اند. اما پیرامون دقت و درستی نظرسنجی‌های انجام گرفته در داخل ایران توسط دانشگاه مریلند ابراز تردید شده است.
طبق بررسی ماشا علیمردانی، پژوهشگر استفاده از فناوری‌های ارتباطات جدید در سیاست ایران، روایت غالب در رسانه‌های اجتماعی فارسی‌زبان قتل سلیمانی «به دست تروریست‌های آمریکایی» بود و دیدگاه مخالفان رژیم در اینکه از پرداخت پول برای تطمیع به شرکت در مراسم استفاده شده، بسیار کمتر مورد توجه قرار گرفته است. او قتل سلیمانی را موجب تقویت «پروپاگاندای همه‌جانبه» حکومت ایران می‌داند.
پس از مرگ سلیمانی، واژه «انتقام سخت» در حکومت گسترش یافت. مجلس ایران نیز طرحی سه فوریتی به همین نام تصویب کرد. حکومت ایران تندیس‌هایی از او برای «تجلیل و پاسداشت» در شهرهای مختلف نصب کرد که به‌دلیل شکل ظاهری آن مورد انتقاد قرار گرفت. در طول خیزش ۱۴۰۱ ایران، مجسمه‌ها، تصاویر و بنرهای قاسم سلیمانی که در شهرهای مختلف ایران ساخته و به نمایش گذاشته بود به عنوان نمادی از تمامیت جمهوری اسلامی به شکلی بی‌سابقه توسط معترضان تخریب و به آتش کشیده شدند. همچنین برخی از مخالفان جمهوری اسلامی، از اصطلاح «کتلت» برای شرح کشته شدن سلیمانی و اعتراض به جمهوری اسلامی استفاده می‌کند.

### در بیرون از ایران
رسانه‌های غربی به ساخته شدن تصویر سلیمانی به عنوان یک مغز متفکر دارای نبوغ با این که او مرتکب خطاها و ناکامی‌هایی می‌شد کمک کردند. در رسانه‌های بین‌المللی، به‌عنوان «فرماندهٔ سایه» توصیف می‌شد. مؤسسه امریکن انترپرایز در گزارشی که سال ۲۰۱۱ منتشر کرد، بیان کرد که او به‌عنوان یک «قهرمان جنگ» و «میهن‌پرست» شناخته شده‌بود که جان خود را برای به حداقل رساندن تلفات نیروهایش در جنگ ایران و عراق به خطر می‌انداخت. نیویورک تایمز در سپتامبر ۲۰۱۳ او را به‌عنوان «دشمنی که هم مورد تنفر و هم مورد تحسین است» توصیف کرد. هفته‌نامه آمریکایی نیوزویک در نسخه بین‌المللی خود در ۳ دسامبر ۲۰۱۴ تصویری از قاسم سلیمانی را بر روی جلد خود چاپ کرد و در کنار تصویر وی بر روی جلد خود نوشت: «اول با آمریکا می‌جنگید، الان داعش را درهم می‌کوبد، او فرد باهوشی و عاشق جنگ است و خودش هم می‌داند که زبده این کار است.»
نشریه آمریکایی فارن پالیسی در دهمین گزارش سالانه خود پیرامون معرفی متفکران برتر جهانی در عرصه‌های مختلف، از قاسم سلیمانی به‌عنوان یکی از ۱۰ چهره و متفکر برتر در عرصه امنیتی-دفاعی نام برد. در گزارش این نشریه به وجود «اثر انگشت سلیمانی» در مکان‌هایی که ایران در آن فعالیت دارد، از یمن تا عراق و سوریه اشاره شده است. فارن پالیسی همچنین به هشدار سلیمانی به دونالد ترامپ در ژوئیه ۲۰۱۸ که گفته بود «ما نزدیک به شما هستیم، جایی که تصورش را هم نمی‌توانید بکنید» اشاره کرده است. در سال ۲۰۱۷ مجلهٔ تایم، سلیمانی را به‌عنوان یکی از ۱۰۰ شخصیت اثرگذار سال معرفی کرد. در پی این انتخاب کِنِت پولاک کارشناس سابق سی‌آی‌ای و تحلیلگر سیاسی نظامی خاورمیانه، در یادداشتی نوشت: «سلیمانی برای شیعیان خاورمیانه جذابیت ویژه‌ای دارد، چرا که معجونی است از جیمز باند، اروین رومل و لیدی گاگا». حال آنکه در غرب وی مسئول صدور انقلاب اسلامی ایران، حمایت از تروریست‌ها، واژگونی حکومت‌های غربگرا و برپاکننده جنگ‌های خارجی ایران بوده است.
بی‌بی‌سی پس از مرگ سلیمانی نوشت: «سلیمانی از نظر واشینگتن مردی بود که دستش به خون نیروهای آمریکایی آلوده بود.» اما دلیل محبوبیت او در ایران این بود که او اقدامات ایران علیه فشار آمریکا و تحریم‌های آن علیه ایران را رهبری می‌کرد. وال‌استریت جورنال به نقل از دیوید پترائوس نوشت: چیزی که من می‌توانم بگویم این است که وی فردی بسیار توانمند و مدبر و دشمنی شایسته است.
آلکساندر گلییویچ دوگین دانشمند علوم سیاسی اهل روسیه در وبینار «بررسی ابعاد شخصیتی قاسم سلیمانی» در مسکو گفت: «سلیمانی در عرصه ژئوپلتیک برای احیای سوریه، عراق و برای آزادی فلسطین مبارزه می‌کرد… سلیمانی یک متخصص راهبردی بود که برای برقراری عدالت در منطقه و جهان مبارزه کرد.» او همچنین در مصاحبه ای گفت: «ژنرال قاسم سلیمانی یک قهرمان واقعی بود.» جان مگوایر افسر سابق سازمان سیا در عراق می‌گوید «او قوی‌ترین مأمور مخفی در خاورمیانه است… و هیچ‌کس او را نمی‌شناسد.»
در ۵ ژانویه ۲۰۲۱ به دنبال رونمایی از مجسمهٔ قاسم سلیمانی توسط حزب‌الله در بیروت، کاربران شبکه‌های اجتماعی نصب این مجسمه را تهاجم فرهنگی دانسته و آن را نشانهٔ افزایش نفوذ جمهوری اسلامی ایران در لبنان خواندند و با هشتگ #BeirutFree_IranOut (بیروت را آزاد کنید-ایران را اخراج کنید) به این موضوع معترض شدند. در جریان اعتراضات طرفداران مقتدی صدر، روحانی پرنفوذ شیعه در عراق، در شهریور ۱۴۰۱ معترضان تصاویر و بنرهای سلیمانی و ابومهدی المهندس را پاره کردند. همچنین در مهر ۱۳۹۹ بسیاری از مردم عراق در کربلا ناخشنودی و خشم شدید خود را نسبت به انتشار عکس‌های خامنه‌ای و سلیمانی و برافراشته شدن آن‌ها در کاروان‌های ارائه دهندهٔ خدمات به زائران مزار امام سوم شیعیان در کربلا اعلام داشتند. در دی ۱۳۹۹ هم‌زمان با نزدیک‌شدن به سالگرد کشته‌شدن سلیمانی، تعدادی از عراقی‌ها بنرهای او را به آتش کشیدند و فلسطینی‌های خشمگین از حماس نیز در غزه تصاویرش را پاره کردند.

## بزرگداشت

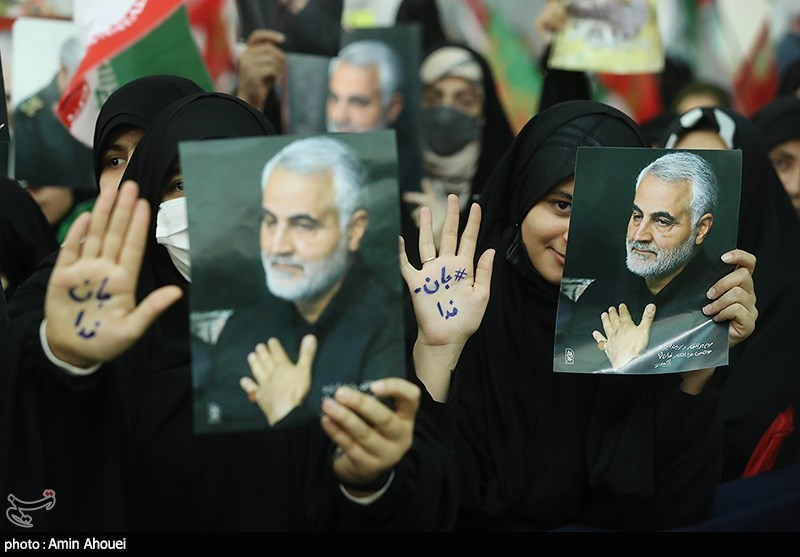
مراسم یادبود سومین سالگرد در مصلی تهران (۱۴۰۱)

نام بزرگراه رسالت در ۱۵ دی ۱۳۹۸ توسط شورای شهر تهران به «بزرگراه شهید سردار قاسم سلیمانی» تغییر کرد. همچنین رئیس سازمان فرهنگی هنری شهرداری تهران روز شنبه ۱۴ دی ماه ۱۳۹۸، از تغییر نام «فرهنگ‌سرای بهاران» در منطقهٔ ۱۷، به «فرهنگ‌سرای سپهبد شهید قاسم سلیمانی» خبر داد.
همچنین در ۱۵ دی ۱۳۹۸ آزادراه تهران پردیس به آزادراه شهید قاسم سلیمانی (استان تهران) تغییر نام داد.
میادینی در شهرهای یزد، بیرجند، بروجرد، رفسنجان، ساوه، اراک، شهرکرد، قائمشهر، قشم و محلات و خیابان‌هایی در مشهد، سبزوار، ارومیه، شاهرود، ایذه، همدان، گناباد، دامغان، بجنورد، قزوین، بابل، خوی، بندر دیلم، فراشبند، سروستان، خرم‌بید، شوش و اهواز و همچنین ۱۰۰ مدرسه هم به نام قاسم سلیمانی شدند.
ورزشگاه ۱۲ هزارنفری بنیان‌دیزل (ورزشگاه خانگی باشگاه فوتبال ماشین‌سازی تبریز)، رقابت‌های لیگ‌برتر والیبال در سال ۱۳۹۹ و استادیوم‌های ۷ هزار نفری اسلامشهر نیز پس از قتل سلیمانی، به نام وی تغییر نام پیدا کرد.
فرودگاه بین‌المللی اهواز، ایستگاه راه‌آهن کرمان، پایانه مرزی مهران، ایستگاه مترو شهر جدید هشتگرد در استان البرز، تعدادی از یگان‌های مرزی کشور از جمله ۱۶ پاسگاه مرزی، ۵ گردان آموزشی مراکز آموزش مرزبانی و ستاد مرزبانی نیروی انتظامی، آزادراه تهران-پردیس، آزادراه تهران - ساوه - سلفچگان، بلندترین پل آزادراهی کشور در اتوبان اصفهان - شیراز، بزرگ‌راه جیرفت- بافت، سایت مگا ۲ شرکت مگا موتور، قرارگاه جهادی خاتم الائمه، کوی سلیچ غربی و شرقی آبادان، بند خاکی همگن و کنترل سیلاب حوضه آبریز در روستای کاریان بخش جویم لارستان از دیگر مکان‌هایی بودند که به نام سلیمانی تغییر نام دادند.
دبیر ستاد فرهنگ شورای عالی انقلاب فرهنگی اعلام کرد: روز ۱۳ دی با تصویب شورای فرهنگ عمومی در تقویم کشور به «روز جهانی مقاومت - شهادت الگوی اخلاص و عمل سردار سپهبد قاسم سلیمانی به دست استکبار جهانی» نام گرفت و همچنین کتب متعدد و دو بازی رایانه‌ای راجع به او منتشر شد.
پس از ترور این فرمانده ارشد سپاه پاسداران و تمجید ویژه رهبر جمهوری اسلامی از او، بنیادی با عنوان بنیاد حفظ و نشر آثار شهید سپهبد قاسم سلیمانی شکل گرفت که مدیریت آن با زینب سلیمانی، دختر قاسم سلیمانی است.
مراسم بزرگداشتی با عنوان «مراسم بزرگداشت (سالگرد) قاسم سلیمانی» (و ابومهدی المهندس) به‌صورت حضوری و مجازی (وبینار) در شهرهای ایران و برخی کشورها همانند عمان، عراق، سوریه و پرتغال برگزار شد.

## آتش زدن مجسمه و تصویر قاسم سلیمانی
- در اعتراضات دی‌ماه ۱۳۹۶، معترضان در شیراز بنر قاسم سلیمانی را پاره کردند.[۳۷۳]
- پس از سقوط هواپیمای مسافربری اوکراین با موشک سپاه پاسداران، معترضان در شهرهای مختلف ایران علیه رهبر جمهوری اسلامی شعار داده و بنرهای قاسم سلیمانی را در نقاط مختلف به آتش کشیده یا پاره کردند.[۳۷۴][۳۷۵] به گزارش پلیس ایران، یک نوجوان به اتهام پاره کردن عکس قاسم سلیمانی دستگیر شد.[۳۷۶][۳۷۷]
- در دومین سالگرد کشته شدن قاسم سلیمانی مخالفت‌هایی با بزرگداشت وی در داخل و خارج ایران وجود داشت:

آتش‌زدن مجسمه قاسم سلیمانی در شهرکرد: بر اساس گزارش رسانه‌ها روز چهارشنبه ۱۵ دی ۱۴۰۰ چند ساعت پس از پرده‌برداری از مجسمه قاسم سلیمانی توسط مقامات محلی، افراد ناشناس آن را به آتش کشیدند.
پاره کردن پوستر سلیمانی و ابومهدی در کوت، عراق: گروه عصائب اهل حق در کوت قصد برپایی مراسم بزرگداشت برای قاسم سلیمانی را داشت که با مخالفت گروهی از تظاهرکنندگان و پاره کردن پوسترهای سلیمانی و ابومهدی مهندس مواجه گردید، دراثر تیراندازی عصائب اهل حق به تظاهرکنندگان دو نفر مجروح شدند.
- در ۹ شهریور ۱۴۰۰ تندیس قاسم سلیمانی در یاسوج به آتش کشیده شد.[۳۸۱]
- روز ۱۵ دی‌ماه، تندیس قاسم سلیمانی که در طول یک سال و با صرف هزینه ۱۵۰ میلیون تومان ساخته شده بود، تنها چند ساعت پس از نصب در میدان قمر بنی‌هاشم شهرکرد به آتش کشیده شد و کاملاً سوخت. دادگستری اعلام کرد فردی را که مجسمه را آتش زده بازداشت کرده است.[۳۸۱][۳۸۲][۳۸۳]
- به گزارش سازمان حقوق بشری «هه‌نگاو» سه معترض در استان کردستان، به اتهام «آتش‌زدن بنر قاسم سلیمانی» به ۱۶ سال و ۷ ماه زندان محکوم شدند.[۳۸۴]
- روز ۳۰ شهریور ۱۴۰۱ معترضان در کرمان، زادگاه قاسم سلیمانی، تصویر ۴۰ متری او را پاره کرده و آتش زدند.[۳۸۵][۳۸۶]
- شامگاه شنبه ۱۴ آبان ۱۴۰۱ معترضان در اهواز مجسمه قاسم سلیمانی را به آتش کشیدند. همچنین معترضان در سه‌راه حافظیه فردیس کرج بر مجسمه قاسم سلیمانی رنگ خون پاشیدند.[۳۸۷]
- از آغاز اعتراضات سراسری ۱۴۰۱ در ایران، معترضان در شهرهای مختلف، مجسمه‌ها و بنرهای قاسم سلیمانی را به آتش کشیده‌اند، چهارشنبه ۱۸ آبان مجسمه او در میدان آرژانتین تهران به آتش کشیده شد، معترضان همچنین دو بار مجسمه قاسم سلیمانی را در اهواز به آتش کشیدند. در شهرستان فردیس استان البرز، مردم معترض بر مجسمه او رنگ خون پاشیدند.[۶۷]
- در ۱۳ دی ۱۴۰۱ نواب ابراهیمی، پس انتشار پستی که در آن طرز تهیه غذای «کتلت» را آموزش می‌داد بازداشت شد. همچنین حساب کاربری او در اینستاگرام و کافه او در تهران بسته شد.[۳۲۰][۳۸۸]
- در ۲ اکتبر ۲۰۲۳، کنفدراسیون فوتبال آسیا بازی بین تیم ایرانی سپاهان و الاتحاد سعودی در اصفهان را پس از امتناع الاتحاد از حضور در زمین به دلیل رد درخواست آنها برای حذف نیم تنه سلیمانی لغو کرد.[۳۸۹]

## مدارج نظامی

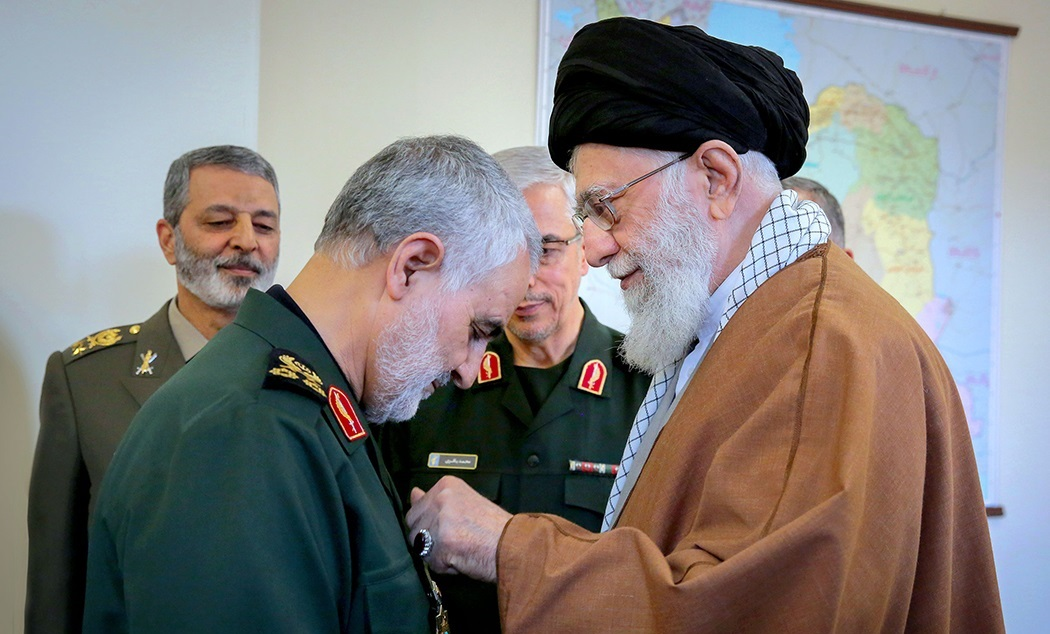
اعطای نشان ذوالفقار توسط رهبر جمهوری اسلامی ایران؛ سید علی خامنه‌ای به قاسم سلیمانی در ۱۹ اسفند ۱۳۹۷.

سلیمانی در ۴ بهمن ۱۳۸۹ درجهٔ سرلشکری دریافت کرد که او را تبدیل به تنها سردار سپاه مادون فرمانده سپاه با این درجه کرد. سپس، در ۱۹ اسفند ۱۳۹۷ نشان ذوالفقار، به‌عنوان عالی‌ترین نشان نظامی ایران، برای نخستین بار در تاریخ جمهوری اسلامی توسط فرماندهٔ کل قوای ایران، سید علی خامنه‌ای، به او اعطا شد. رهبر ایران، در آئین اهدای این نشان وی را «شهید زنده» نامید و برای او آرزوی شهادت و نیل به بهشت را کرد.
در پی اقدام آمریکا در ۱۳ دی ۱۳۹۸ در ترور سلیمانی طی عملیات آذرخش کبود هنگام خروج از فرودگاه بین‌المللی بغداد برای انجام دیدارهای رسمی با مقامات عراقی، سید علی خامنه‌ای و رسانه‌های ایران از وی به‌عنوان سپهبد یاد کردند.

### جایزه‌ها و نشان‌های افتخار
این بخش شامل نشان‌ها و جایزه‌های رسمی سلیمانی است، که بر روی لباس همسان او نصب می‌شود، ولی جایزه‌های غیرنظامی و غیررسمی را در برنخواهد گرفت.

### نوار نشان‌ها
|  |  |  |
|  |  |  |

### نام نشان‌ها
|                  | نشان ذوالفقار    |                           |
| نشان فتح درجه یک | نشان فتح درجه دو | نشان افتخاری فداکاری ارتش |